# Horvátországi háború
A horvátországi háború Horvátország függetlenségéért vívott háborúja 1991–1995 között a szerb irányítás alatt álló Jugoszláv Néphadsereg (JNA) és a horvátországi szerbek katonai és félkatonai erői ellen. A JNA 1992-re befejezte horvátországi hadműveleteit. Horvátországban a háborút elsősorban „honvédő háborúként” (horvátul: Domovinski rat), illetve „nagyszerb agresszióként” (horvátul: Velikosrpska agresija) nevezik. Szerb forrásokban a „Háború Horvátországban” (szerbül: Рат у Хрватској / Rat u Hrvatskoj) és (ritkán) „Háború Krajinában” (szerbül: Рат у Крајини / Rat u Krajini) elnevezés használatos. A horvátok többsége azt akarta, hogy Horvátország váljon ki Jugoszláviából és váljon szuverén országgá, míg a Horvátországban élő szerbek többsége Szerbia támogatásával ellenezte az elszakadást, és azt akarta, hogy a szerbek által követelt területek közös államba kerüljenek Szerbiával. A legtöbb szerb egy jugoszláv föderáción belül új szerb államot kívánt, melybe beleértette Horvátországnak és Bosznia-Hercegovinának azon területeit is, ahol szerb többség vagy jelentős kisebbség él, megpróbálva elfoglalni Horvátország minél nagyobb részét. Horvátország 1991. június 25-én kiáltotta ki függetlenségét, de a brioni megállapodás alapján beleegyezett annak elhalasztásába, és 1991. október 8-án megszakította az összes fennmaradó kapcsolatot Jugoszláviával.
A JNA kezdetben egész Horvátország megszállásával próbálta meg Horvátországot Jugoszlávián belül tartani, de miután ez az 1992. januári szarajevói egyezmény és a Horvát Köztársaság szuverén államként való nemzetközi elismerése után meghiúsult, a szerb erők Horvátországon belül létrehozták az önjelölt protoállamot, a Krajinai Szerb Köztársaságot (RSK), amelynek megalakítása a rönkforradalommal kezdődött. A harcok a következő három évben nagyrészt időszakossá váltak. Ez idő alatt az RSK területe már Horvátországnak több mint egynegyedét (13913 km2) foglalta el. 1995-ben Horvátország két nagyobb offenzívát indított el, a Villám és a Vihar hadműveleteket; és ezek az offenzívák gyakorlatilag véget vetettek a háborúnak. A fennmaradó, az Egyesült Nemzetek Szervezete Kelet-Szlavóniai, Baranyai és Nyugat-szerémségi Átmeneti Hatósága (UNTAES) övezetét 1998-ra békésen visszaintegrálták Horvátországba. Amint az UNTAES felváltotta az UNCRO missziót, a korábban UNCRO irányítása alatt álló Prevlaka-félsziget az ENSZ-megfigyelők Prevlakai Missziója (United Nations Mission of Observers in Prevlaka – UNMOP) irányítása alá került. Az UNMOP-ot az Egyesült Nemzetek Biztonsági Tanácsának 1996. január 15-iki 1038. számú határozatával hozták létre, és 2002. december 15-én szűnt meg. A háború horvát győzelemmel ért véget, hiszen Horvátország elérte a háború elején kitűzött célokat: a függetlenséget és a határok megőrzését. Horvátország gazdaságának hozzávetőlegesen 21-25%-a ment tönkre, a becslések szerint 37 milliárd dollárra rúgtak az infrastruktúrában és a gazdaságban keletkezett károk, illetve menekültekkel kapcsolatos költségek. Több, mint 20 000 embert öltek meg a háborúban, és mindkét oldalon voltak menekültek. A szerb és a horvát kormány fokozatosan kezdett együttműködni egymással, de a feszültség továbbra is fennáll, részben a volt Jugoszláviával foglalkozó nemzetközi büntetőtörvényszék (ICTY) ítéletei, részben a folyamatban levő, többnyire a másik fél polgárait érintő perek miatt.
2007-ben volt Jugoszláviával foglalkozó nemzetközi büntetőtörvényszék ítéletet hozott Milan Martić, az egyik horvátországi szerb vezető ellen, mert az „egyesített szerb állam” létrehozására összejátszott Slobodan Miloševićékkel és másokkal. Milan Martićot 35 évre ítélték emberiesség elleni és háborús bűnök miatt. 2008 és 2012 között három horvát tábornokot, Ante Gotovinát, Mladen Markačot és Ivan Čermakot a Vihar hadművelethez kapcsolódó bűncselekményekben való állítólagos részvétel miatt vonták felelősségre. Čermakot végleg felmentették, Gotovina és Markač elítélését pedig később az ICTY fellebbviteli testülete hatályon kívül helyezte. A Nemzetközi Bíróság 2015-ben elutasította Horvátország és Szerbia közös népirtással kapcsolatos keresetét. A bíróság megerősítette, hogy civilek elleni bűncselekmények bizonyos mértékig történtek, de úgy ítélte meg, hogy konkrét népirtási szándék nem állt fenn.

## A háború előzményei

### Politikai változások Jugoszláviában
A Balkán nemzetiségi térképe évszázadok óta meglehetősen színes képet mutatott. 1945-ben Josip Broz Tito került Jugoszlávia elnöki székébe. A korábban partizánvezérként és „háborúügyi” miniszterként elhíresült Tito marsall hatalomra kerülésekor hat állam föderációjává kovácsolta össze a balkáni térséget. Az 1970-es években Jugoszlávia szocialista vezetése két táborra szakadt. Az egyik Horvátország és Szlovénia által vezetett liberális-decentralista nacionalista frakcióvá vált, amely egy decentralizált szövetség létrehozását támogatta, hogy nagyobb autonómiát biztosítson Horvátországnak és Szlovéniának, velük szemben állt a Szerbia vezette konzervatív-centralista nacionalista frakció, amely Szerbia és a szerbek érdekeinek biztosítása érdekében Jugoszláviában egy központosított föderációt támogatott, mivel ők alkották az ország egészének legnagyobb etnikai csoportját. Az 1967-től 1972-ig tartó horvát tavasz, valamint az 1968-as és 1981-es koszovói tiltakozások, a nacionalista doktrínák és akciók olyan etnikai feszültségeket okoztak, amelyek destabilizálták Jugoszláviát. A nacionalisták állam általi elnyomása a horvát nacionalizmust a kommunizmus elsődleges alternatívájaként kezelte, és ezután földalatti mozgalommá vált.

Slobodan Milošević

A Szerbia, Horvátország, Szlovénia, Bosznia-Hercegovina, Macedónia és Montenegró társulásából alkotott Jugoszlávia, a fenti nehézségek ellenére, 1980-ig komolyabb probléma nélkül működött. 1980. május 4-én, 35 évi elnöklés után meghalt Tito. Tito halálát követően szinte azonnal repedések mutatkoztak az addig többé-kevésbé egységes délszláv egységen. Szlovénia és Horvátország a decentralizáció felé akart elmozdulni. A Slobodan Milošević vezette Szerbia ragaszkodott a centralizmushoz és az egypárti uralomhoz, és 1989 márciusára gyakorlatilag megszüntette Koszovó és Vajdaság autonóm tartományok autonómiáját, átvéve szavazataikat a jugoszláv szövetségi elnökségben. A még mindig uralkodó kommunisták pártjában a nacionalista eszmék kezdtek teret nyerni, miközben Milošević beszédei, nevezetesen az 1989-es gazimestani beszéd, amelyben „csatákról és veszekedésekről” beszélt, az egységes jugoszláv állam folytatását támogatták, amelyben a hatalom továbbra is Belgrádban lenne központosítva.
A vajdasági, koszovói és montenegrói antibürokratikus forradalom befejezése után Szerbia 1991-ben nyolc szövetségi elnöki szavazatból négyet megszerzett, ami mivel más köztársaságok tiltakoztak és a föderáció reformját szorgalmazták, a kormányzó testületet hatástalanná tette. 1989-ben engedélyezték a politikai pártok működését, és számosat meg is alapítottak, köztük a Horvát Demokratikus Közösséget (horvátul: Hrvatska demokratska zajednica – HDZ), amelyet Franjo Tuđman vezetett, aki később Horvátország első elnöke lett  Tuđman horvát nacionalista eszméket vallott  pártja politikai programjának kulcsfontosságú eleme a horvát kommunisták és a volt usztasák (fasiszták) közötti „nemzeti megbékélés” programja volt, ennek megfelelően a volt Usztasa-tagokat is integrált a párt- és államapparátusba.
1989 őszén a szerb kormány nyomást gyakorolt a horvát kormányra, hogy engedélyezze a szerb nacionalista gyűlések megtartását az országban, miközben a szerb média és a különböző szerb értelmiségiek a horvát vezetést már usztasaként kezdték emlegetni, hivatkozva Független Horvát Államban a nácibarát usztasák által 1941 és 1945 között elkövetett bűncselekményekre. A szerb politikai vezetés helyeselte ezt a retorikát, és azzal vádolta a horvát vezetést, hogy „vakon nacionalista”. Az egyre erősödő nacionalizmus az 1990-es években lángolt fel. Ez a folyamat Slobodan Milošević szerb, Franjo Tuđman horvát, valamint Alija Izetbegović bosnyák politikusok vezetésével ment végbe. Heves politikai harc kezdődött, melyben Milošević a szerb befolyást akarta erősíteni Jugoszláviában; Tuđman a horvát tagköztársaságot akarta önállósítani és kiterjeszteni, hogy egy horvát dominációjú országot hozzon létre; Izetbegović célja pedig a független Bosznia-Hercegovina volt, melyet a muszlimok uralnak. Céljaik elérésében még jobban fellobbantották a nemzetek közötti ellentéteket, hiszen mindegyik a saját népe több száz éves múltjára és régi dicsőségére hivatkozott. A korábbi kommunista és internacionalista ideológiát a durva nacionalizmus és sovinizmus váltotta fel.
1990 januárjában a Jugoszláv Kommunisták Szövetsége etnikai alapon felbomlott. A 14. rendkívüli kongresszuson a horvát és a szlovén frakció lazább szövetséget követelt. A kongresszuson a szerb küldöttek azzal vádolták a horvát és szlovén küldötteket, hogy „támogatást nyújtottak a szeparatizmushoz, a terrorizmushoz és a koszovói népirtáshoz”. Miután a szerb küldöttek minden javasolt módosítást elutasítottak, a horvát és szlovén delegáció, köztük a delegációk több szerb nemzetiségű tagjával, végül tiltakozásul távozott. 1990 januárja egyúttal a kiválás ügyében a jugoszláv alkotmánybíróság elé terjesztett bírósági ügyek kezdetét is jelentette. Az első a szlovén alkotmánymódosítási ügy volt, miután Szlovénia az önrendelkezési jog alapján követelte az egyoldalú kiválás jogát. Az Alkotmánybíróság kimondta, hogy a föderációból való kiválás csak a jugoszláv köztársaságok és autonóm tartományok egyhangú egyetértése esetén engedélyezett. Az Alkotmánybíróság megállapította, hogy az 1974-es alkotmány alapelveinek I. szakasza kimondja, hogy az önrendelkezés, beleértve az elszakadást, „Jugoszlávia népei és szocialista köztársaságaik jogkörébe tartozik”. A koszovói elszakadás ügyét 1991 májusában tárgyalta a bíróság azzal a végső határozattal, hogy „csak Jugoszlávia népeinek” van joga az elszakadáshoz, az albánokat pedig nem tekintik Jugoszlávia népének, hanem csak kisebbségnek. A jugoszláv állampolgárok körében végzett 1990-es felmérés kimutatta, hogy az etnikai ellenségeskedés az országban kismértékben létezik. A 25 évvel ezelőtti eredményekhez képest Horvátország az a köztársaság, ahol a legnagyobb az etnikai távolság növekedése. Ezenkívül jelentősen megnőtt a szerbek és montenegróiak etnikai távolsága a horvátok és szlovénok között, és fordítva. A horvátoknak csak 48%-a mondta azt, hogy nagyon fontos számára Jugoszláviához való kötődés.
1990 februárjában Jovan Rašković Kninben megalapította a horvátországi Szerb Demokrata Pártot (SDS), amelynek programja Horvátország közigazgatási felosztásának megváltoztatását tűzte ki célul, hogy az jobban igazodjon szerb érdekekhez. Az RSK-kormány prominens tagjai, köztük Milan Babić és Milan Martić, később azt vallották, hogy a propagandakampányt Belgrád irányította, amely a horvátországi szerbeket úgy tüntette fel, mint akiket a horvát többség népirtással fenyeget. 1990. március 4-én a Petrova goránál 50 000 szerb gyűlt össze, és becsmérlő megjegyzéseket kiabált Tuđmanra, azt skandálva, hogy „Ez Szerbia”, egyúttal támogatását fejezte ki Milošević mellett. Néhány hónappal későbbre tűzték ki az első szabad választásokat Horvátországban és Szlovéniában. A horvátországi választások első fordulóját április 22-én, a második fordulóját május 6-án tartották. A HDZ kampányát Horvátország nagyobb szuverenitására (végül a teljes függetlenségre) alapozta, ami azt az érzést szította a horvátok körében, hogy „csak a HDZ védhetné meg Horvátországot Milošević Nagy-Szerbia felé irányuló törekvéseitől”. A választásokon (Ivica Račan reformkommunistái, a Horvát Szociáldemokrata Párt előtt) a HDZ végzett az élen, és új horvát kormány megalakítására készült. Feszült hangulat uralkodott 1990. május 13-án, amikor Dinamo Zagreb – Crvena zvezda labdarúgó-mérkőzést rendeztek Zágrábban, a Maksimir stadionban. A meccs erőszakba torkollott a horvát és a szerb szurkolók, valamint a rendőrök között.

Franjo Tuđman

Az új horvát parlament 1990. május 30-án tartotta első ülését. Tuđman elnök bejelentette kiáltványát az új Alkotmányról (amelyet az év végén ratifikáltak), valamint számos politikai, gazdasági és társadalmi változásról, nevezetesen arról, hogy milyen mértékben biztosítják a kisebbségi jogokat (főleg a szerbek számára). A horvátországi szerb politikusok ellenezték az új alkotmányt. 1991-ben Horvátország teljes lakosságának 78,1%-át a horvátok, 12,2%-át a szerbek tették ki, azonban az utóbbiak aránytalanul sok tisztséget töltöttek be: Horvátországban a kinevezett tisztviselők 17,7%-a szerb volt. Ezeknek a posztoknak nagyobb hányadát korábban még horvátországi szerbek töltötték be, ami azt a benyomást keltette, hogy a szerbek a kommunista rezsim őrei. Ez annak ellenére, hogy valójában soha nem ásta alá saját dominanciájukat a Horvát Szocialista Köztársaságban, elégedetlenséget váltott ki a horvátok körében. A HDZ hatalomra kerülése után sok, a közszférában, különösen a rendőrségben foglalkoztatott szerbet elbocsátottak, és helyükre horvátokat vettek fel.
Tuđmannak az ehhez tett megjegyzését, hogy: „Hála istennek, a feleségem nem zsidó vagy szerb” tudatosan elferdítette Milošević médiája, hogy félelmet keltsen azt sugallva, hogy a független Horvátország bármely formája egy új „usztasa állam” lesz. Az egyik alkalommal a belgrádi TV azt mutatta, hogy Tuđman kezet fogott Helmut Kohl német kancellárral (aki az első kormányfő a világon, aki elismeri a független Horvátországot és Szlovéniát), és a „Negyedik Birodalomért” való összeesküvéssel vádolva őket. Eltekintve attól, hogy sok szerbet elbocsátottak a közszférából, a Horvátországban élő szerbek másik gondja az volt, hogy a HDZ nyilvánosan bemutatta az új horvát címerben ábrázolt šahovnicát (horvát sakktábla), amelyet a fasiszta usztasa-rezsimhez kapcsoltak. Ez tévhit volt, mivel a sakktábla története egészen a 15. századig nyúlik vissza, és nem volt teljesen azonos azzal az ábrázolással, amelyet a második világháborús Független Horvátországban használtak. Tuđman idegengyűlölő retorikája és a horvát szerbekkel szembeni attitűdje, valamint az egykori usztasa vezetők iránti támogatása azonban kevéssé enyhítette a szerb félelmeket.

### Nyugtalanság és autonómiatörekvések

Nagy-Szerbia terve megvalósításának a szerbek által elérni kívánt határa, a Karlobag–Ogulin–Károlyváros–Verőce-vonal

Közvetlenül a szlovén parlamenti választások és az 1990. áprilisi és májusi horvát parlamenti választások után a JNA bejelentette, hogy a Tito-korszak „általános népvédelem” doktrínáját, amelyben minden köztársaság fenntartott egy területvédelmi erőt (szerb-horvátul: Teritorijalna obrana – TO), ezentúl központilag irányított védelmi rendszer váltaná fel. A köztársaságok elveszítenék szerepüket a védelmi ügyekben, területvédelmi egységeiket pedig lefegyvereznék, és a JNA belgrádi főhadiszállásának rendelnék alá, az új szlovén kormány azonban gyorsan intézkedett, hogy megtartsa az irányítást TO-jaik felett. 1990. május 14-én a JNA elvette a horvát TO fegyvereit a horvát többségű régiókban,ezzel megakadályozva, hogy Horvátország saját fegyverekkel rendelkezzen, ahogy azt Szlovéniában tették. Borisav Jović, Szerbia képviselője a szövetségi elnökségben és Slobodan Milošević közeli szövetségese azt állította, hogy ez az akció Szerbia parancsára történt.
Jović elmondása szerint 1990. június 27-én találkozott Veljko Kadijević jugoszláv védelmi miniszterrel, és megállapodtak abban, hogy Horvátországot és Szlovéniát „erőszakosan ki kell utasítani Jugoszláviából, és a határokat meghúzva egyszerűen kijelenteni, hogy ezt saját döntéseikkel okozták.” Jović szerint másnap megszerezte Milošević beleegyezését. A vegyes szerb-horvát felmenőkkel rendelkező Kadijević azonban a második világháború jugoszláv partizánjaként Jugoszláviához és nem Nagy-Szerbiához volt hűséges; Kadijević úgy gondolta, hogy ha Szlovénia elhagyja Jugoszláviát, azzal az állam összeomlana, ezért megbeszélte Jovićccal, hogy esetleg a JNA segítségével vezessenek be hadiállapotot Szlovéniában, hogy megakadályozzák ezt az esetleges összeomlást, és hajlandó volt akár háborút is viselni a különc köztársaságokkal, hogy megakadályozzák elszakadásukat. Kadijević úgy vélte, hogy a politikai válságot és az etnikai konfliktust külföldi kormányok, különösen Németország fellépése okozta, amelyet azzal vádolt, hogy Jugoszlávia feldarabolására törekszik, hogy Németország befolyási övezetet szerezhessen a Balkánon. Kadijević úgy vélte, hogy Tuđman horvát kormánya fasiszta ihletésű, és a szerbeknek joguk van ahhoz, hogy megvédjék magukat a horvát „fegyveres alakulatoktól”.
Tuđman és a HDZ megválasztása után 1990. július 25-én a Knintől északra fekvő Srbben a horvátországi szerbek politikai képviseleteként létrejött a Szerb Nemzetgyűlés. A gyűlés kinyilvánította „a horvátországi szerb nép szuverenitását és autonómiáját”. 1990 augusztusában a szerb „szuverenitás és autonómia” kérdésében Horvátországban el nem ismert, egynemzetiségű népszavazást tartottak azokban a jelentős szerb lakossággal rendelkező (Nyugat-Boszniával és Hercegovinával határos) régiókban, amelyek később Krajinai Szerb Köztársaság (RSK) néven váltak ismertté. A népszavazás a korábban a horvát alkotmányon végrehajtott változtatások elleni tiltakozási kísérlet volt. A horvát kormány a veszélyt érezve rendőröket küldött a szerbek lakta területek rendőrőrseire, hogy lefoglalják fegyvereiket. Egyéb incidensek mellett Horvátország déli területeiről, főként Knin város környékéről érkezett szerbek elzárták a Dalmácia turisztikai célpontjaihoz vezető utakat. Ez az incidens a „rönkforradalom” néven lett ismert. Évekkel később, Martić perében Babić azt állította, hogy Martić csapta be, hogy beleegyezzen a rönkforradalomba, és hogy az egész horvátországi háborút Belgrád szervezte és Martić felelőssége volt. Ezt az állítást egy 1991-ben megjelent interjúban Martić is megerősítette. Babić megerősítette, hogy 1991 júliusáig Milošević vette át a Jugoszláv Néphadsereg irányítását. A horvát kormány az utak blokádjára reagálva különleges rendőri egységeket küldött a helyszínre, de az azokat szállító helikoptereket Jugoszláv Légierő vadászgépei elfogták és vissza kellett fordulniuk Zágrábba. Közben szerbek farönkökkel, sziklákkal és buldózerekkel zárták el az utakat, nagy károkat okozva a horvát turizmusnak. 1990. augusztus 18-án a szerb Večernje novosti újság azt állította, hogy „csaknem kétmillió szerb kész Horvátországba menni, hogy harcoljon.”

Szerb autonóm területek Horvátországban

1990. december 21-én a délnyugat-horvátországi, észak-dalmáciai és likai régiók önkormányzatai kikiáltották a Krajinai Szerb Autonóm Területet (rövidítve a SAO Krajinát). A SAO Krajina Statútumának 1. cikkelye a SAO Krajinát a „Horvát Köztársaságon belüli területi autonómia egy formájaként” határozta meg, amelyben a Horvát Köztársaság Alkotmányát, az állami törvényeket és a SAO Krajina Statútumát alkalmazták.
1990. december 22-én a horvát parlament ratifikálta az új alkotmányt, amely a szerbek szerint a szocialista alkotmány által biztosított jogok elvesztését jelentette. Az alkotmány valóban úgy határozta meg Horvátországot, mint „a horvát nemzet nemzeti állama, valamint más nemzetek és kisebbségek azon tagjainak állama, akik annak állampolgárai: szerbek... akiknek garantált egyenjogúságuk a horvát nemzetiségű polgárokkal...”
Tuđman megválasztását és az új alkotmányból eredő fenyegetést követően a Knini Krajina régióban élő szerb nacionalisták fegyveres fellépést kezdtek horvát kormány tisztviselői ellen. A horvát kormány tulajdonait az egész régióban egyre inkább a helyi szerb önkormányzatok vagy az újonnan létrehozott „Szerb Nemzeti Tanács” vették birtokba. Ebből lett később a szakadár Krajinai Szerb Köztársaság (RSK) kormánya.
Miután kiderült, hogy 1991 januárjában Martin Špegelj kampányt folytatott a feketepiacon keresztül fegyverek megszerzésére, a jugoszláv hatóságok ultimátumot adtak ki, amelyben a jugoszláv hatóságok által illegálisnak tartott horvát katonai erők lefegyverzését és feloszlatását kérték. Miután a horvát hatóságok megtagadták a teljesítését, a jugoszláv hadsereg hat nappal annak kihirdetése után visszavonta az ultimátumot.
1991. március 12-én a hadsereg vezetése találkozott a JSZK elnökségével, hogy meggyőzze őket a rendkívüli állapot kihirdetéséről, amely lehetővé tenné, hogy a hadsereg átvegye az ország irányítását. Veljko Kadijević jugoszláv hadsereg vezérkari főnöke kijelentette, hogy összeesküvés folyik az ország elpusztítására, és azt mondta: „Alattomos tervet dolgoztak ki Jugoszlávia megsemmisítésére. Az első szakasz a polgárháború. A második szakasz a külföldi beavatkozás. Majd Jugoszlávia-szerte bábrendszereket állítanak fel.”

Jović azt állítja, hogy Kadijević és a hadsereg 1991 márciusában a válságból való kilábalásként a puccsot támogatták, majd négy nappal később meggondolták magukat. Kadijevićnek erre az volt a válasza, hogy „Jović hazudik”. Kadijević azt állította, hogy 1991 márciusában, két nappal a Vuk Drašković által Belgrád utcáin szervezett hatalmas tüntetések után, meghívták egy találkozóra Jović irodájába, ahol Milošević Kadijević szerint azt kérte, hogy a hadsereg katonai puccsal vegye át az ország irányítását. Kadijević látszólagos válasza az volt, hogy tájékoztatja Miloševićet arról, hogy egyedül nem hozhat ilyen döntést, és megvitatja a kérést a hadsereg vezetőivel, majd később tájékoztatja Jović irodáját a döntésükről. Kadijević ezután azt mondta, hogy döntésük a puccs ellen szólt, és erről írásban tájékoztatta Jović irodáját. Jović azt állította, hogy ilyen dokumentum nem létezik.
Ante Marković leírta, hogy miután az elnökségi ülés nem érte el a várt eredményeket, a hadsereg azt akarta, hogy Kadijević találkozzon vele a szakadár köztársaságok elleni javasolt államcsínnyel kapcsolatban. A találkozó során Marković azzal válaszolt Kadijevićnek, hogy a Milošević letartóztatására vonatkozó terv nem sikerült. Kadijević azt válaszolta: „Ő csak egy, aki Jugoszláviáért harcol. Nélküle nem tudnánk ezt javasolni.” Marković elutasította a tervet, majd a kommunikáció Kadijević és Marković között megszakadt.
A hatalmi harcok győztese a szerb kommunista-nacionalista politikus, Slobodan Milošević lett, ezért Szlovénia és Horvátország (később Bosznia-Hercegovina és Macedónia is) kiváltak Jugoszláviából.
Szlovénia volt a legfejlettebb tagállam és a Jugoszláviában maradás csak gazdaságilag gyengítette volna, ugyanis a közös pénzt leginkább a szegényebb területek (Macedónia és Koszovó) fejlesztésére fordították. 1991-ben háború kezdődött Szlovéniában, amely viszont nem tartott tovább tíz napnál, mivel az országban csekély volt a szerb lakosság, s az ott harcoló jugoszláv csapatokat visszairányították.
Bár Tuđman és Milošević előzőleg megállapodtak Bosznia felosztásáról, Horvátország kiválásával mégis ütköztek érdekeik – jelentős szerb lakosság került a csonka-Jugoszlávián kívülre, ráadásul a horvátországi szerb lakosokat tömegesen elbocsátották munkahelyükről származásuk miatt – így ott is háború kezdődött.
A háború első összecsapása a Vukovárhoz közeli borói csata volt 1991 májusában.

## A szembenálló erők

### A szerb és jugoszláv erők

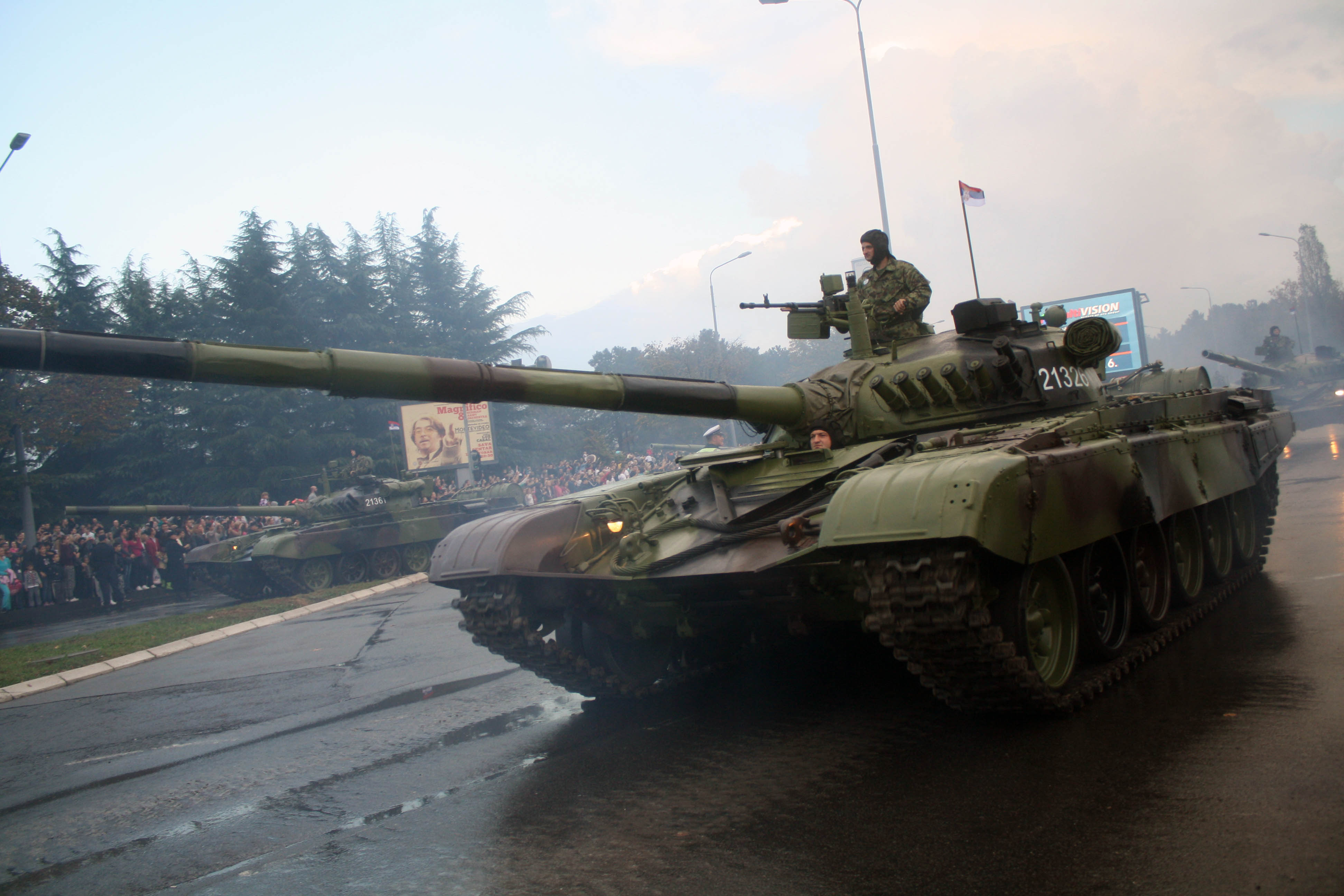
M-84-es jugoszláv harckocsi

A Jugoszláv Néphadsereg a második világháború idején alakult, hogy gerillahadviselést folytasson a megszálló csapatok ellen. A partizánmozgalom sikere oda vezetett, hogy a JNA működési stratégiájának nagy részét a gerillahadviselésre alapozta, mivel tervei általában a NATO vagy a Varsói Szerződés támadásai elleni védekezést tartalmazták, ahol más a típusú hadviselés a JNA-t viszonylag rossz helyzetbe hozta volna. Ez a megközelítés vezetett a területvédelmi rendszer kialakításához és fenntartásához.

Papíron a JNA 2000 harckocsival és 300 (főleg szovjet vagy saját gyártású) sugárhajtású repülőgéppel a szembenálló felek között hatalmas erőnek tűnt. 1991-re azonban ezeknek az eszközöknek a többsége már 30 éves volt, mivel a haderő főként T–54/55-ös harckocsikból és MiG–21-es repülőgépekből állt. Emellett a JNA körülbelül 300 db M–84-es harckocsit (a szovjet T-72 jugoszláv változata) és jelentős földi támadó repülőgép-flottát üzemeltetett, mint például a G–4 Super Galeb és a J–22 Orao repülőgépek, melyek AGM–65 Maverick önirányítású rakétákkal voltak felszerelve. Emellett a sokkal fejlettebb fegyverzet megsemmisítésére tervezett modernebb olcsó páncéltörő rakéták (mint az AT–5) és a légvédelmi rakéták (mint az SA–14) is bőségesen álltak rendelkezésre. A háború előtt a JNA-nak 169 000 reguláris katonája volt, köztük 70 000 hivatásos tiszt. A szlovén harcok nagyszámú dezertálást idéztek elő, erre a hadsereg a szerb tartalék csapatok mozgósításával válaszolt. Körülbelül 100 000-en kerülték el a besorozást, és az új sorkötelesek amúgy sem bizonyultak hatékony harci erőnek. A JNA az irreguláris milíciákra támaszkodott. Az olyan félkatonai egységeket, mint a Fehér Sasok, a Szerb Gárda, a Dušan Silni és a Szerb Önkéntes Gárda, amelyek számos mészárlást követtek el horvát és más nem szerb civilek ellen, egyre gyakrabban használták mind a jugoszláv, mind a szerb erők. 

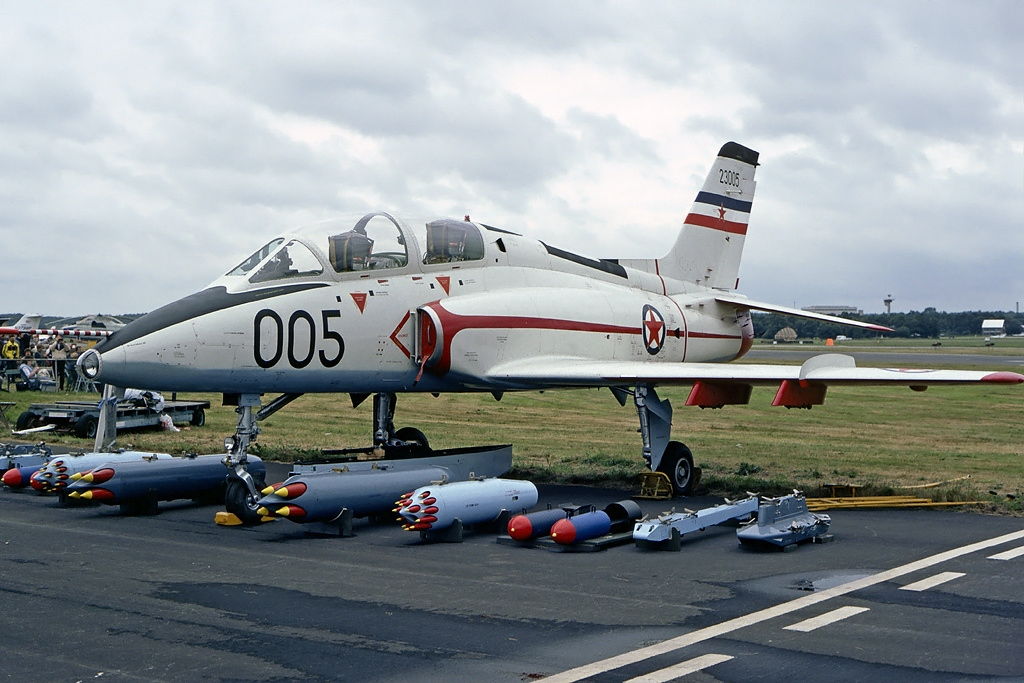
A Jugoszláv légierő G–4 Super Galeb repülőgépe

 Többnyire Oroszországból érkezett külföldi harcosok is támogatták az RSK-t. A JNA-erők 1992-es visszavonulásával a JNA egységeit a Krajinai Szerb Köztársaság hadseregévé szervezték át, amely kevés módosítással a JNA szervezeti felépítését örökölte.
1991-re a JNA tisztikarát szerbek és montenegróiak uralták; akik a jugoszláv szövetségi intézményekben, különösen a hadseregben alaposan felülreprezentáltak voltak. A JNA tisztek 57,1%-a szerb volt, míg a szerbek Jugoszlávia lakosságának 36,3%-át alkották. Hasonló volt a helyzet már 1981-ben is. Annak ellenére, hogy a két nép együttesen Jugoszlávia lakosságának 38,8%-át tette ki, az összes JNA tiszt és altiszt 70%-a szerb vagy montenegrói volt. 1991 júliusában a JNA azt az utasítást kapta, hogy „teljesen tüntesse el a horvátokat és szlovéneket a hadseregből”, akik többsége akkorra már amúgy is megkezdte a tömeges dezertálást.

### A horvát erők

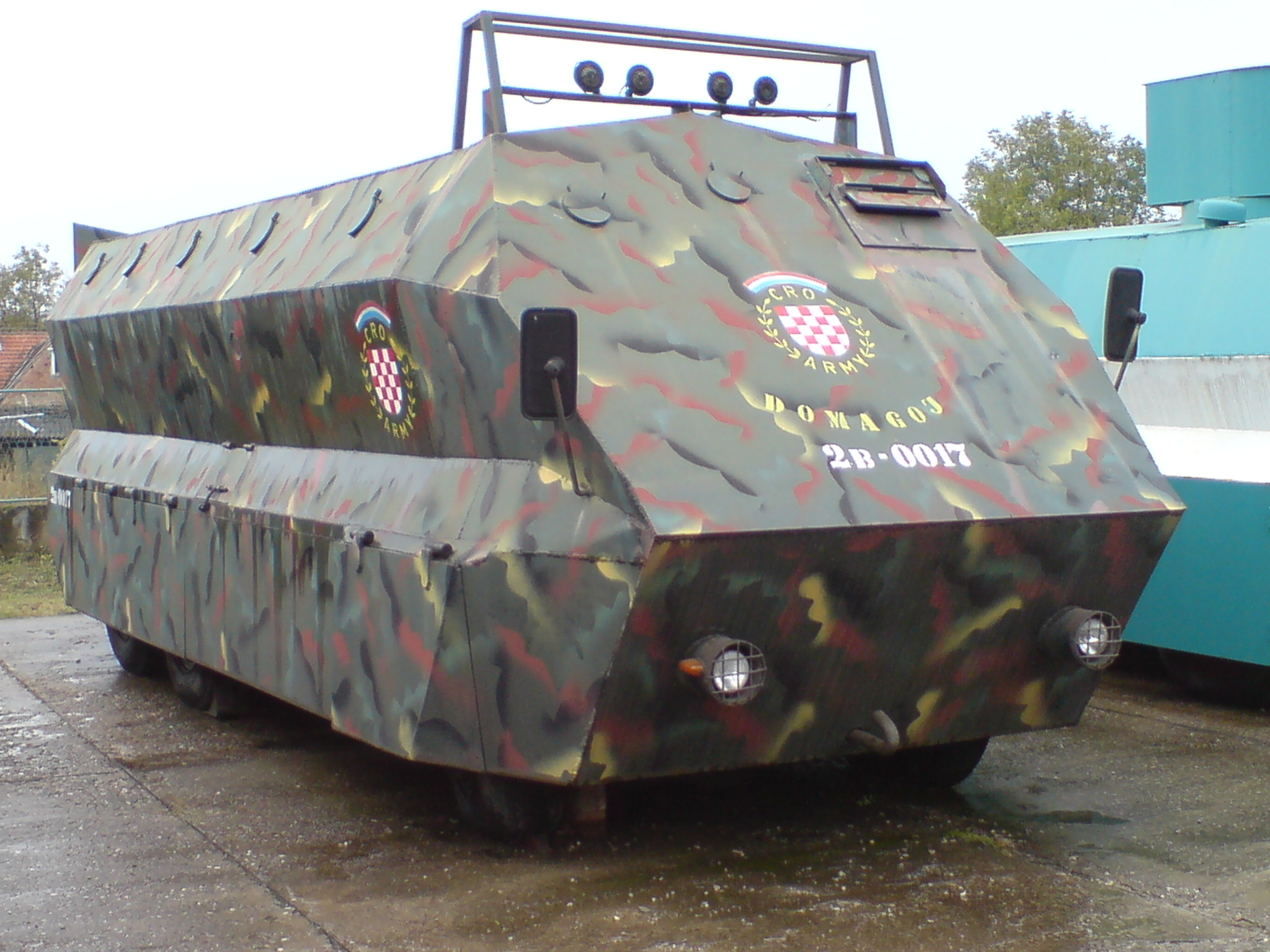
Rögtönözve átalakított horvát páncélozott harcjármű

A horvát hadsereg sokkal rosszabb állapotban volt, mint a szerbek. A háború korai szakaszában a katonai egységek hiánya azt jelentette, hogy a harcok nehezét a horvát rendőrség vívta. Az új horvát katonaság, a Horvát Nemzeti Gárda (horvátul: Zbor narodne garde – ZNG) 1991. április 11-én alakult meg, és 1993-ra fokozatosan a Horvát Hadsereggé (horvátul: Hrvatska vojska – HV) fejlődött. Fegyverhiány volt, és sok egység vagy fegyvertelenül, vagy elavult második világháborús puskákkal voltak felszerelve. A horvát hadseregnek csak maroknyi harckocsija volt, köztük a második világháborúból származó többletjárművek, például a T–34-esek, de még rosszabb állapotban volt a légiereje, mindössze néhány Antonov An–2-es kétfedelű mezőgazdasági gépből állt, melyeket rögtönzötten, bombák ledobására alakítottak át.
1991 augusztusában a horvát hadseregnek kevesebb mint 20 dandárja volt. Az októberi általános mozgósítást követően a hadsereg létszáma az év végére 60 dandárra és 37 önálló zászlóaljra nőtt. 1991-ben és 1992-ben Horvátországot 456 külföldi harcos is támogatta, köztük brit (139), francia (69) és német (55) katonák. A horvátok felszerelésének hiányát a JNA laktanyáinak 1991. szeptember és december közötti elfoglalása segített enyhíteni, mely során sok harci eszközt és felszerelést zsákmányoltak. 1995-re az erőviszonyok jelentősen megváltoztak. A horvátországi és bosznia-hercegovinai szerb erők becslések szerint 130 000 katonát tudtak kiállítani; a Horvát Hadsereg, a Horvát Védelmi Tanács (horvátul: Hrvatsko vijeće obrane – HVO) és a Bosznia-Hercegovinai Köztársaság Hadserege (ARBiH) 250 000 katonából és 570 harckocsiból álló együttes erőt tudott kiállítani.

## A háború menete

### A nyílt ellenségeskedés kezdetei

#### Az első fegyveres összecsapások

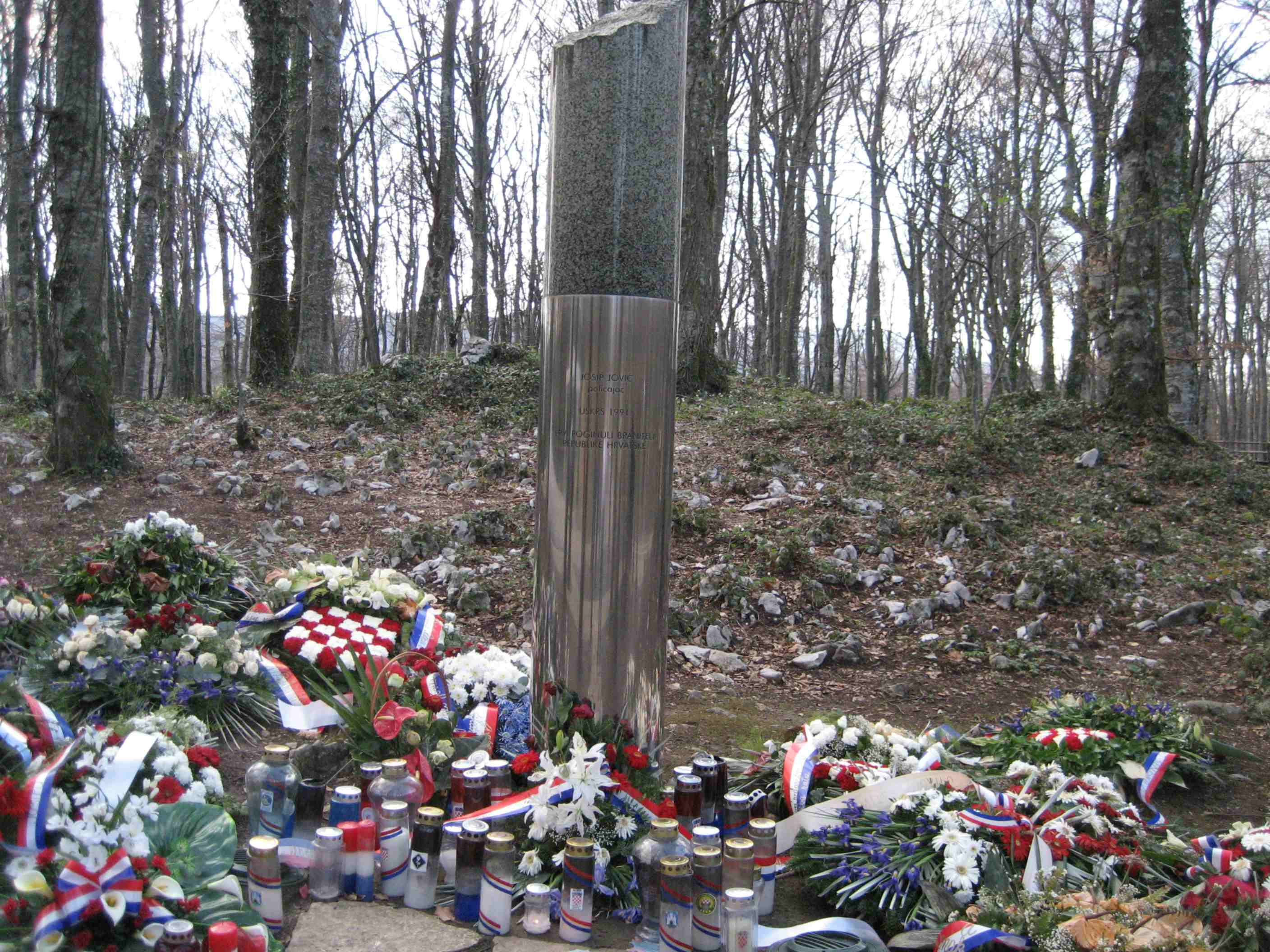
Josip Jović emlékműve a Plitvicei-tavaknál

Ahogy a különböző incidensek folyamatosan táplálták a propagandagépezeteket, az etnikai gyűlölet mindkét oldalon nőttön nőtt. Az ICTY előtt tett tanúvallomása során az egyik legfelsőbb krajnai vezető, Milan Martić kijelentette, hogy a szerb oldal kezdett először erőszakot alkalmazni. A szerbek március elején megtámadták a horvát rendőri egységeket Pakrácban, miközben 1991. március végén a Plitvicei-tavaknál megvolt a konfliktus első halálos áldozata is, egy Josip Jović nevű horvát rendőr, akit egy fegyveres összecsapásban a szerb erők öltek meg.
1991 márciusában és áprilisában a horvátországi szerbek megkezdték a Horvátországtól való elszakadás folyamatát. Vita tárgya, hogy ez a lépés mennyire volt helyi indíttatású, és milyen mértékben vett részt benne a Milošević vezette szerb kormány. A jelentős szerb lakosságú horvát területekből álló Krajinai Szerb Autonóm Terület (SAO Krajina) kinyilvánította a Horvátországtól való különválást, és hogy egyesülésre törekszik Szerbiával. A horvát kormány ezt a lépést lázadásnak tekintette. A konfliktus kiéleződésére jellemző, hogy a rönkforradalom kezdete, 1990. augusztusa és 1991. április vége között közel 200 robbanószerkezettel kapcsolatos incidenst és 89 horvát rendőrség elleni támadást jegyeztek fel. A horvát belügyminisztérium egyre több különleges rendőri erőt kezdett felfegyverezni, de egyre sürgetőbbé vált egy igazi hadsereg felállítsa. Ennek első lépeseként 1991. április 9-én Tuđman horvát elnök elrendelte, hogy a különleges rendőri erőkből alakítsák meg a Horvát Nemzeti Gárdát (horvátul: Zbor Narodne Garde – ZNG).

Ennek az időszaknak a jelentős összecsapásai közé tartozott Kijevo ostroma, mely egyike volt az első olyan eseteknek, amikor a JNA nyíltan a krajnai szerbek oldalára állt a horvát hatóságok ellen. A horvátok lakta Kijevo falut 1991. április végén és május elején ostrom alá vették a szerb erők. Az ostrom első szakaszát a JNA elleni jelentős spliti tiltakozást követő tárgyalások után abbahagyták, majd augusztus 26-án végleg elfoglalták, kifosztották és felégették. Május 2-án a SAO Krajina milicistái a Zára melletti Polačában megöltek egy horvát rendőrt. A felháborodott horvát civilek megrongáltak, megsemmisítettek és kifosztottak több szerb és jugoszláv cég tulajdonában lévő zárai ingatlant. Csaknem ezzel egyidőben folyt a borói csata, ahol a horvát rendőrök szerb félkatonai csapatokkal csaptak össze a kelet-szlavóniai Boró faluban. Az itt kialakult fegyveres konfliktusban tizenkét horvát rendőr és a szerb félkatonai egységek egy katonája halt meg, mielőtt a Jugoszláv Néphadsereg közbelépett és véget vetett az összecsapásoknak. További erőszak is sújtotta a kelet-szlavóniai falvakat: Felsőtárnokon május 2-án szerb félkatonai szervezetek egy horvát rendőrt öltek meg, míg Szatán egy szerb civilt öltek meg május 5-én, amikor szerb és horvát félkatonai csoportok kereszttüzébe került. Május 6-án a spliti haditengerészeti parancsnokságnál Kijevo ostroma elleni tiltakozás a Jugoszláv Néphadsereg egyik katonája halálát okozta. 

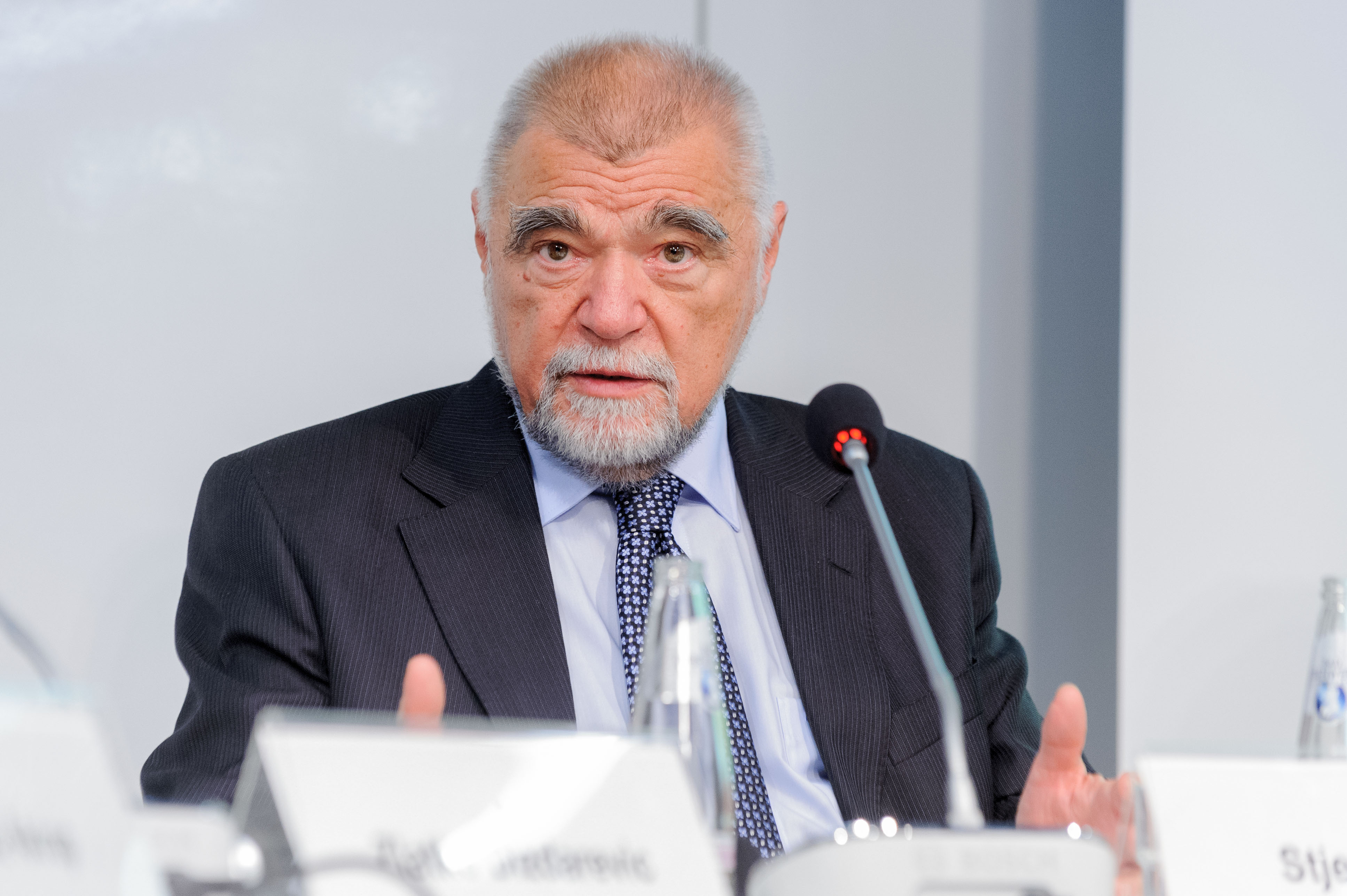
Stjepan Mesić a jugoszláv államelnökség utolsó elnöke

Május 15-én a horvát Stjepan Mesić lett volna Jugoszlávia soros elnökségének elnöke. Szerbia Koszovó, Montenegró és Vajdaság segítségével, amelyek elnökségi szavazatait akkor már a szerbek ellenőrizték, megakadályozta az új elnök hivatalba lépését. Ez a manőver gyakorlatilag államfő és főparancsnok nélkül hagyta Jugoszláviát. Két nappal később egy ismételt szavazási kísérlet is kudarcot vallott. Ante Marković, Jugoszlávia akkori miniszterelnöke egy elnöki jogkörrel rendelkező testület kinevezését javasolta. Nem volt azonnal világos, hogy Veljko Kadijević védelmi miniszteren kívül kik lesznek a testület tagjai, és az sem, hogy ki tölti be a JNA főparancsnoki posztját. A lépést Horvátország gyorsan elutasította, mivel alkotmányellenesnek tartotta. A válság hathetes patthelyzet után megoldódott, és évtizedek óta az első nem kommunistaként Mesićet végül megválasztották elnökké, aki így jugoszláv államfő lett. Ebben az időszakban a szövetségi hadsereget, a JNA-t és a helyi területivédelmi erőket továbbra is a Milošević által irányított szövetségi hatóságok vezették. A Helsinki Watch arról számolt be, hogy a szerb krajnai hatóságok kivégezték azokat a szerbeket, akik hajlandóak lettek volna megegyezni a horvát tisztviselőkkel.

#### A horvát függetlenség kikiáltása
1991. május 19-én a horvát hatóságok népszavazást tartottak a függetlenségről azzal a lehetőséggel, hogy a lazább unióként fennmaradó Jugoszláviában maradjanak. A helyi szerb hatóságok a népszavazás bojkottjára szólítottak fel, amit a horvátországi szerbek nagyrészt követtek. A népszavazás végül 94%-os szavazattal mondott igent a függetlenségre. Ez alkalomból az újonnan megalakult horvát katonai egységek 1991. május 28-án a zágrábi Kranjčevićeva stadionban katonai parádét és szemlét tartottak.
A horvát parlament 1991. június 25-én kikiáltotta Horvátország függetlenségét, és megszüntette Jugoszláviával való kapcsolatát. A horvát parlament döntését részben bojkottálták a baloldali parlamenti képviselők. Az Európai Közösség és az Európai Biztonsági és Együttműködési Konferencia sürgette a horvát hatóságokat, hogy a döntés végrehajtására három hónapos moratóriumot hirdessenek meg.
Jugoszlávia kormánya nevében Horvátország és Szlovénia függetlenségi nyilatkozataira reagálva Ante Marković jugoszláv miniszterelnök törvénytelennek és Jugoszlávia alkotmányával ellentétesnek nyilvánította az elszakadást, és támogatta a JNA-t, hogy lépjen fel Jugoszlávia egységének biztosítása érdekében.
1991 júniusában és júliusában a rövid ideig tartó szlovéniai fegyveres konfliktus, részben Szlovénia lakossága etnikai homogenitásának köszönhetően gyorsan véget ért. Később kiderült, hogy a Szlovénia elleni katonai csapást, majd a tervezett kivonulást Slobodan Milošević és Borisav Jović, az SFR Jugoszlávia elnökségének akkori elnöke szervezték meg. Jović közzétette az információkat tartalmazó naplóját, és az abban foglaltakat megismételte az ICTY-n lefolytatott Milošević-perben tett vallomásában.
Horvátország beleegyezett a brioni megállapodásba, amely magában foglalta függetlenségi nyilatkozatának három hónapra történő befagyasztását, ami némileg enyhítette a feszültséget.

### A konfliktus eszkalálódása
A horvátországi hadműveletek megindulásával a horvátok és számos szerb hadköteles tömegesen elhagyták a JNA-t, hasonlóan ahhoz, ami Szlovéniában történt. Az albánok és macedónok elkezdték keresni a módját, hogy legálisan elhagyhassák a JNA-t, vagy Macedóniában tölthessék ki sorkatonai idejüket ; ezek a lépések tovább homogenizálták a JNA csapatainak etnikai összetételét Horvátországban vagy annak közelében.
Egy hónappal Horvátország függetlenségének kikiáltása után a jugoszláv hadsereg és más szerb erők Horvátország területének alig egyharmadát birtokolták, főleg azokon a területeken, ahol túlnyomórészt szerb nemzetiségűek éltek. A JNA katonai stratégiája részben, időnként civilek jelenlététől függetlenül, kiterjedt ágyúzásból állt. A háború előrehaladtával Dubrovnik, Gospić, Šibenik, Zára, Károlyváros, Sziszek, Bród, Eszék, Vinkovce és Vukovár városokat a jugoszláv erők támadták. Az ENSZ fegyverembargót rendelt el, de ez nem érintette jelentősen a JNA által támogatott szerb erőket, hiszen rendelkezésükre állt a JNA arzenál, de komoly gondokat okozott az újonnan megalakult horvát hadseregnek. A horvát kormány határain túlról fegyvereket kezdett csempészni.

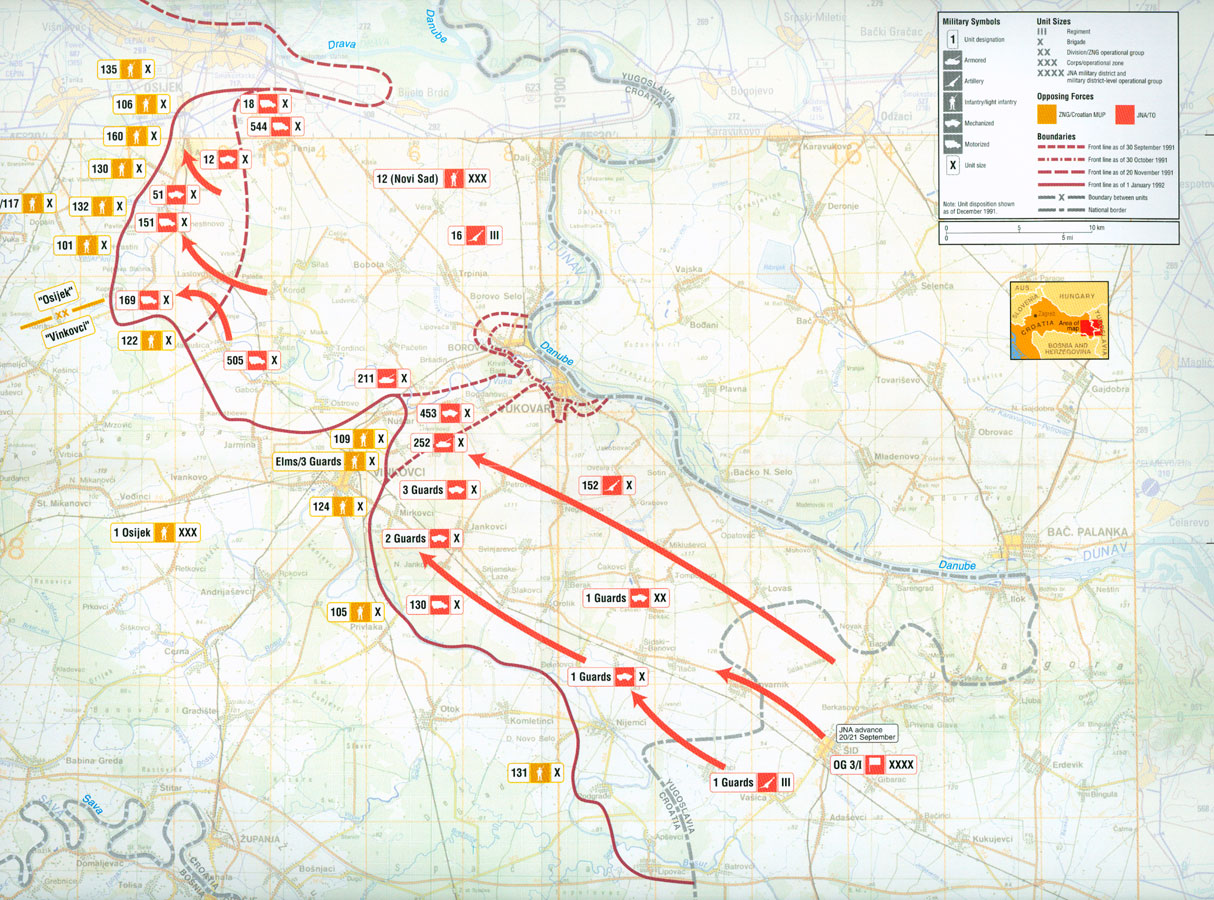
A kelet-szlavóniai hadműveletek térképe 1991 szeptembere és 1992 januárja között.

Június 25-ről 26-ra virradó éjszaka a SAO Krajina erői átvették az irányítást a dvori rendőrőrs felett, és megtámadták a glinai rendőrőrsöt. A lázadóknak kevesebb, mint egy órára sikerült elfoglalniuk a glinai rendőrőrsöt, mert a Lučko Terrorelhárítási Egység és a Sziszekről kiküldött rendőri erősítések visszaszorították őket. Ugyanazon a napon új harcok robbantak ki Hrvatska Kostajnica közelében. Június utolsó napjaiban sok szerb civil, különösen Dvorból, a biztonság kedvéért Bosanski Novi környékére menekült. Június 28-án már csak néhány nő, gyerek és idős maradt Glinában. A város üzleteit bezárták, utcáin pedig JNA páncélozott járművei járőröztek.
Júliusban a JNA erői a túlnyomórészt horvát területek elleni műveletekben vettek részt, azzal a szándékkal, hogy Jugoszláviából megmentsék, ami még menthető. Júliusban a szerbek vezette területivédelmi erők a Part-91 hadművelet keretében megkezdték előrenyomulásukat a dalmát tengerparti területeken. Augusztus elejére Banovina nagy területeit elfoglalták a szerb erők. Július 26-án a Dvor és Hrvatska Kostajnica közötti horvátok lakta falvak, valamint Glina város rendőrőrse ellen elindították a Fullánk hadműveletet. A rendőrőrsöt július 27-én elfoglalták, a harcokban 27 horvát katona és rendőr vesztette életét. Az Una menti horvát falvak elleni támadásban a szerb erők több falut elfoglalva megszállták Banovina nagy részét.
Augusztus 1-jén a kelet-horvátországi Dályában szerb területvédelmi erők egységei 56 vagy 57 horvátot öltek meg.
Augusztus 7-én Hrvatska Kostajnica környékén ismét fellángoltak a harcok a régióban, amikor a szerbek tüzérségi támadást indítottak Topuszka ellen.
Augusztus 19-én a Jugoszláv Légierő Kémelhárító Szolgálat ügynökei provokatív céllal zágrábi zsidó létesítmények ellen követtek el robbantásos merényleteket. Az akciót terrortámadás sorozatként dolgozták ki abból a célból, hogy Horvátországról, mint fasiszta államról alakuljon ki kép a nemzetközi közvélemény előtt.
1991 augusztusában megkezdődött a vukovári csata, és Vukovár bekerítésével párhuzamosan frontok alakultak ki Eszék és Vinkovce körül is. Szeptember 30-ra a szerb csapatok teljesen körülvették Vukovár városát. A horvát csapatok, a Horvát Nemzeti Gárda (ZNG) mintegy 1800 könnyű fegyverzetű katonája és civil önkéntesek, visszavonultak a városba, és sokáig tartották magukat a JNA elit páncélos és gépesített dandárjai, valamint szerb félkatonai egységei ellen. A csata alatt volt olyan nap, amikor 12 000 tüzérségi eszköz, köztük rakéták és repeszgránátok csapódtak be a városban. Ez volt abban az időben Európa legpusztítóbb és leghosszabb csatája, és a második világháború óta Vukovár volt az első nagyobb európai város, amelyet teljesen leromboltak. A harcok következtében Vukovár szinte teljesen elpusztult; 15 000 ház pusztult el. Néhány horvát civil a városon belül keresett menedéket, de polgári lakosság többi része tömegesen menekült el a területről. Vukovár halálos áldozatainak becsült száma az ostrom következtében 1798 és 5000 között mozog, további 22 000-et pedig közvetlenül a város elfoglalása után űztek el Vukovárból.
A horvát helyzet a régióban szeptember 9-én tovább romlott, amikor a szerbek Hrvatska Kostajnicát ostrom alá vették. Három nappal később az SAO Krajina csapatai elfoglalták a várost uraló magaslatot, a horvát erők pedig megkezdték a kitörést Hrvatska Kostajnicáról. Szeptember 13-án, miután a JNA tüzérsége és tankjai által támogatott súlyos támadások mintegy 300 horvát katonát kényszerítettek visszavonulásra vagy megadásra Hrvatska Kostajnicát elfoglalták a SAO Krajina erői. A város elfoglalását a városban és a környező falvakban gyilkosságok, fosztogatások és épületek felgyújtása követte. Összesen 67 horvát katonát fogtak el a városban, akiket a glinai börtönbe szállítottak, de oda egyikük sem érkezett meg. Az SAO Krajina erői még aznap elfoglalták Hrvatska Dubicát, szeptember 14-én pedig Topuszkát. Szeptember 21-én elfoglalták Petrinyát, Horvátországnak a Kulpa folyó déli (jobb) partján fekvő fontos hídfőjét. Egyes becslések szerint a horvátországi háború idején 220 000 horvát és 300 000 szerb kényszerült belső száműzetésre.

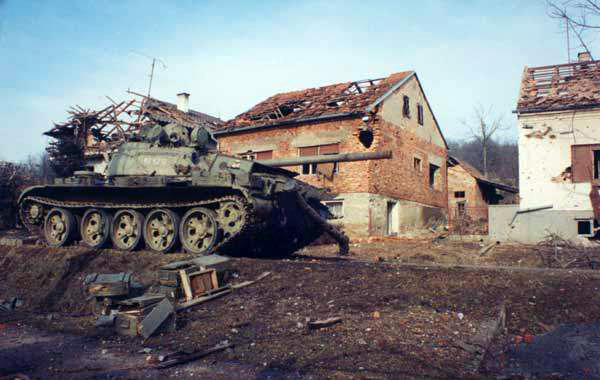
A laktanyacsatában zsákmányolt jugoszláv T-55-ös harckocsi

Október 3-án a jugoszláv haditengerészet megújította Horvátország fő kikötőinek blokádját. Ezt a lépést hónapokig tartó patthelyzetet követte a JNA pozícióiban Dalmáciában és másutt, amely ma a laktanyacsata néven ismert. Szeptember 20-ig, a JNA-nak a ZNG ellen indított hadjáratáig a laktanyacsata során Horvátországban több mint 60 JNA létesítmény (köztük 15 laktanya és 11 fegyverraktár) került horvát kézre. A legjelentősebb közülük a varasdi laktanyák elfoglalása volt, JNA varasdi hadteste szeptember 22-én adta meg magát. Ez a siker a ZNG-t hatalmas fegyverarzenállal látta el. A laktanyacsatában a horvát erők jelentős fegyverkészletet – köztük 250 harckocsit, több száz tüzérségi eszközt, valamint nagy mennyiségű kézi lőfegyvert és lőszert – biztosítottak maguknak, amely a horvát függetlenségi háború korai szakaszában döntő fontosságúnak bizonyult a JNA előretörései elleni védekezésben. Ez egybeesett a Part-91 hadművelet végével is, amelyben a JNA-nak nem sikerült elfoglalnia a partvonalat, hogy ezzel megpróbálja elvágni Dalmácia hozzáférését Horvátország többi részéhez.
Október 5-én Tuđman elnök beszédet mondott, amelyben felszólította az egész lakosságot, hogy mozgósítsanak és védekezzenek a szerb vezetésű JNA, a szerb félkatonai alakulatok és a lázadó szerb erők által erőszakolt „nagyszerb imperializmus” ellen. Október 7-én a jugoszláv légierő megtámadta a fő zágrábi kormányépületet, ezt az incidenst a Banski Dvori bombázásaként tartják számon. Másnap, amikor lejárt a függetlenségi nyilatkozat végrehajtására korábban megállapított három hónapos moratórium, a horvát parlament megszakította az összes megmaradt kapcsolatot Jugoszláviával. Október 8-át ma a függetlenség napjaként ünneplik Horvátországban. A kormányhivatalok bombázása és Dubrovnik októberben megkezdett ostroma hozzájárultak az Európai Unió (EU) Szerbia elleni szankcióihoz. Október 15-én Cavtat JNA általi elfoglalása után a helyi szerbek Aco Apolonio vezetésével kikiáltották a Dubrovniki Köztársaságot. A nemzetközi média a dubrovniki kulturális örökségben a szerbek által okozott károkra összpontosított. A polgári áldozatok miatti aggodalmak és a vukovárihoz hasonló sorsdöntő ütközetek kiszorultak a nyilvánosság elől. Mindazonáltal a Dubrovnik elleni tüzérségi támadások az épületek 56%-át rongálták meg bizonyos mértékig, mivel az UNESCO Világörökség részét képező, történelmi fallal körülvett várost 650 lövedék érte el.

### A háború tetőpontja

A JNA 1991-es horvátországi offenzívájának terve

1991. szeptember 20-án a JNA hadjáratot indított, melynek eredeti célja Horvátország katonai megszállása volt, azonban az időközben a hadihelyzetben bekövetkezett változások miatt a célt úgy módosították, hogy megakadályozzák a horvát kormány hozzáférését Horvátország azon részeihez, ahol jelentős szerb lakosság él, és megvédjék a horvátországi szerbeket. Szeptember 30-án azonban a JNA vezérkara tovább csökkentette a hadjárat céljait, mert az megrekedt, és nem követte az eredeti tervet. Válaszul az 5. JNA hadtest előrenyomulására a Száva folyó mentén Pakrác felé, majd északabbra, Nyugat-Szlavóniába, a horvát hadsereg 1991. november elején sikeres ellentámadásba kezdett, ez volt a háború első jelentős offenzív hadművelete. Az Otkos–10 hadművelet (október 31. és november 4. között) azt eredményezte, hogy Horvátország visszafoglalta a Bilo- és Papuk-hegység közötti területet. A horvát hadsereg mintegy 270 négyzetkilométernyi területet foglalt vissza a hadművelet során.
A vukovári mészárlásra novemberben került sor; a túlélőket olyan fogolytáborokba szállították, mint az Ovčara és a Velepromet, többségük pedig Szávaszentdemeter fogolytáborában kötött ki. Vukovár november 18-ig elhúzódó ostroma nagy nemzetközi médiafigyelmet keltett. Sok külföldi újságíró tartózkodott Vukovárban vagy annak közelében, akárcsak az ENSZ békeközvetítője, Cyrus Vance volt amerikai külügyminiszter.

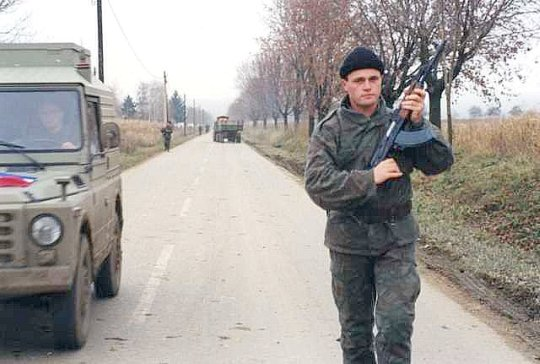
Szerb katonai járőr a kelet-szlavóniai Erdőd közelében

Vukovár eleste előtt és után ugyancsak Kelet-Szlavóniában történt a hosszúlovászi mészárlás októberben az erdődi mészárlás pedig 1991 novemberében. Ezzel szinte egy időben történt a dalmát hátországban a škabrnjai és gospići mészárlás is. November 14-én civil hajók támadták meg a dalmát kikötők haditengerészeti blokádját. A konfrontáció a dalmát csatornáknál vívott csatában tetőzött, amikor a horvát parti tüzérség megrongált, illetve elsüllyesztett számos jugoszláv hadihajót, köztük a Mukos PČ 176 járőrhajót, amelyet később a horvátok PB 62 Šolta névre kereszteltek. A csata után a jugoszláv haditengerészeti műveletek gyakorlatilag az Adriai-tenger déli részére korlátozódtak.
A horvát erők december második felében további sikereket értek el. A Hurrikán–91 hadművelet során a horvát hadsereg mintegy 1440 négyzetkilométernyi területet foglalt vissza. A hadművelet egy hat hónapig tartó heves harci szakasz végét jelentette, mely során 10 000 ember halt meg; százezrek menekültek el, és otthonok tízezrei pusztultak el. December 11-13-án a ZNG Forgószél kódnéven sikertelen offenzívát indított, annak érdekében, hogy visszafoglalja Glinát.
December 19-én, miközben a krajnai és nyugat-szlavóniai Szerb Autonóm Területek hivatalosan a Krajinai Szerb Köztársaságnak nyilvánították magukat, a harcok fokozódásával Horvátország elnyerte első diplomáciai elismerését egy nyugati ország – Izland – részéről. Négy nappal később Németország is elismerte Horvátország függetlenségét. 1991. december 26-án a szerbek által uralt szövetségi elnökség bejelentette egy kisebb Jugoszlávia terveit, amely magában foglalhatja a háború alatt Horvátországtól elfoglalt területeket is.
1991. december 21-én a háborúban először az Isztriát is támadás érte. A szerb erők hét MiG–21-es repülőgéppel támadták meg a Vrsar város közelében lévő repülőteret, amely a Poreč és Rovinj városa között, a félsziget délnyugati részén található. Ezt követően jugoszláv repülőgépek szőnyegbombázták Vrsar Crljenka repülőterét, ami két halálos áldozatot követelt. Ezt követően külföldi diplomaták közvetítésével tűzszünetet írtak alá, melyet később a felek gyakran megszegtek. Horvátország sok területet vesztett, de a katonai vezetés a horvát hadsereget 1991. december 31-ig az első tűzszünet idején meglévő hét dandárról 60 dandárra és 37 független zászlóaljra bővítette.

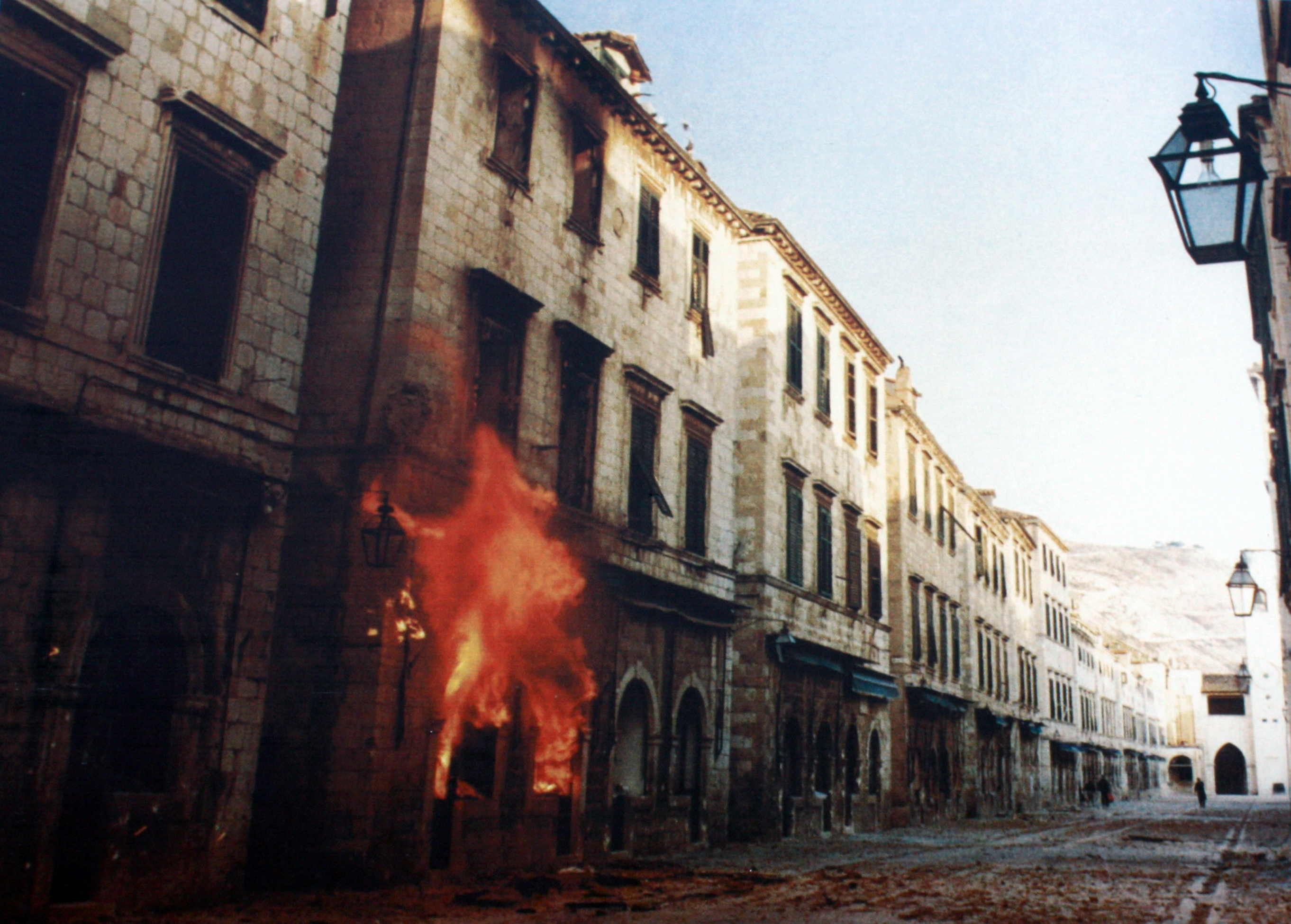
Égő lakóház Dubrovnik belvárosában

A Jugoszláviával foglalkozó Békekonferencia Választottbírósági Bizottságát, más néven Badinteri Választottbírósági Bizottságát az Európai Gazdasági Közösség (EGK) Miniszterek Tanácsa hozta létre 1991. augusztus 27-én azzal a céllal, hogy a Jugoszláviával foglalkozó konferenciát jogi tanácsokkal látja el. Az öttagú Bizottság az EGK alkotmánybíróságainak elnökeiből állt. 1991. november végétől a bizottság tíz állásfoglalást tett. A bizottság többek között kijelentette, hogy Jugoszlávia felbomlása folyamatban van, és a jugoszláv köztársaságok belső határait szabad megegyezés nélkül nem lehet megváltoztatni. Horvátország háború előtti határainak megőrzése mellett szóltak az 1971-es jugoszláv szövetségi alkotmánymódosítások és az 1974-es jugoszláv szövetségi alkotmány. Az 1971-es módosítások azt a koncepciót alkalmazták, hogy a szuverén jogokat a szövetségi egységek gyakorolják, és a szövetség csak az alkotmány által kifejezetten rá ruházott jogkör. Az 1974-es alkotmány megerősítette és megerősítette az 1971-ben bevezetett elveket. A határokat 1947-ben demarkációs bizottságok határozták meg, az AVNOJ 1943-ban és 1945-ben Jugoszlávia szövetségi szervezetére vonatkozó határozatai alapján.

### Az 1992-es tűzszünet

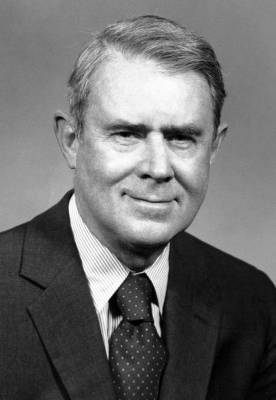
Cyrus Vance volt amerikai külügyminiszter, az ENSZ főtitkárának különmegbízottja

A harcoló felek 1992. január 2-án egy új, az ENSZ által támogatott tűzszünetről állapodtak meg, mindössze hat hónapon belül immár tizenötödikről, mely másnap lépett hatályba. Ez az úgynevezett szarajevói megállapodás tartós tűzszünetnek bizonyult. 1992. január 15-én az Európai Közösség hivatalosan elismerte Horvátországot, annak ellenére, hogy a JNA már elkezdett kivonulni Horvátországból, beleértve Krajinát is, de Szerbia támogatásának köszönhetően a megszállt területeken az RSK egyértelműen megőrizte fölényét. Ekkorra az RSK 13 913 négyzetkilométer területet foglalt el, a terület azonban hivatalosan nem terjedt ki további 680 négyzetkilométernyi Dubrovnik közelében elfoglalt területre, mivel ezt a területet nem tekintették az RSK részének.
A sikertelen tűzszünetek sorozatának véget vetve, a megállapodás felügyeletére és fenntartására, az ENSZ egy védelmi erőt – az Egyesült Nemzetek Védelmi Erejét (UNPROFOR) – telepítette a Horvátország szerb kézen lévő területeire. Az UNPROFOR-t hivatalosan az ENSZ Biztonsági Tanácsának 1992. február 21-iki 743. számú határozata hozta létre. A harcoló felek többnyire a rögzült pozícióikba vonultak, a JNA pedig hamarosan kivonult Horvátországból Bosznia-Hercegovinába, ahol új konfliktus volt várható. Horvátország 1992. május 22-én lett az ENSZ tagja, aminek feltétele volt, hogy Horvátország módosítsa alkotmányát a kisebbségi csoportok és a másként gondolkodók emberi jogainak védelme érdekében. A megszállt területeken maradt nem szerb polgári lakosság elüldözése azonban az UNPROFOR békefenntartó csapatok jelenléte ellenére folytatódott, és egyes esetekben az ENSZ-csapatokat gyakorlatilag közreműködőként vonták be.
A Jugoszláv Néphadsereg a horvátországi háború alatt több ezer foglyot ejtett, és szerbiai, bosznia-hercegovinai és montenegrói táborokba internálta őket. A horvát csapatok szerb foglyokat is elfogtak, és a két fél több fogolycserében is megállapodott. A legtöbb foglyot 1992 végére kiszabadították. Hírhedt szerb börtön volt a szerbiai szávaszentdemeteri, a stajićevói és a begejci tábor, valamint a montenegrói morinji tábor. A horvát hadsereg is létesített fogolytáborokat, mint például a spliti Lora fogolytábort.
A horvátországi fegyveres konfliktusok időszakosan, kisebb léptékben folytatódtak. A horvát csapatok több kisebb akciót is végrehajtottak, hogy felmentsék Dubrovnik és más horvát városok (Šibenik, Zára és Gospić) ostromát a krajnai erők alól. A csaták közé tartozott a Miljevci-fennsíki csata (Krka és Drniš között) 1992. június 21–22-én, a Jaguar hadművelet a Križ-hegynél Bibinje és Zára közelében 1992. május 22-én, valamint egy sor katonai akció Dubrovnik hátországában: a Tigris hadművelet 1992. július 1–13-án, a Konavlei csata 1992. szeptember 20–24-én, és a Vlašticai csata 1992. szeptember 22–25-én. A Dubrovnik melletti harcokat 1992. szeptember 30. és október 20. között a JNA kivonulása követte Konavléből. A Kotori-öböl bejáratát őrző Prevlaka-félszigetet demilitarizálták és átadták az UNPROFOR-nak, míg Konavle fennmaradó részét visszaadták a horvát hatóságoknak.

### Horvát katonai sikerek

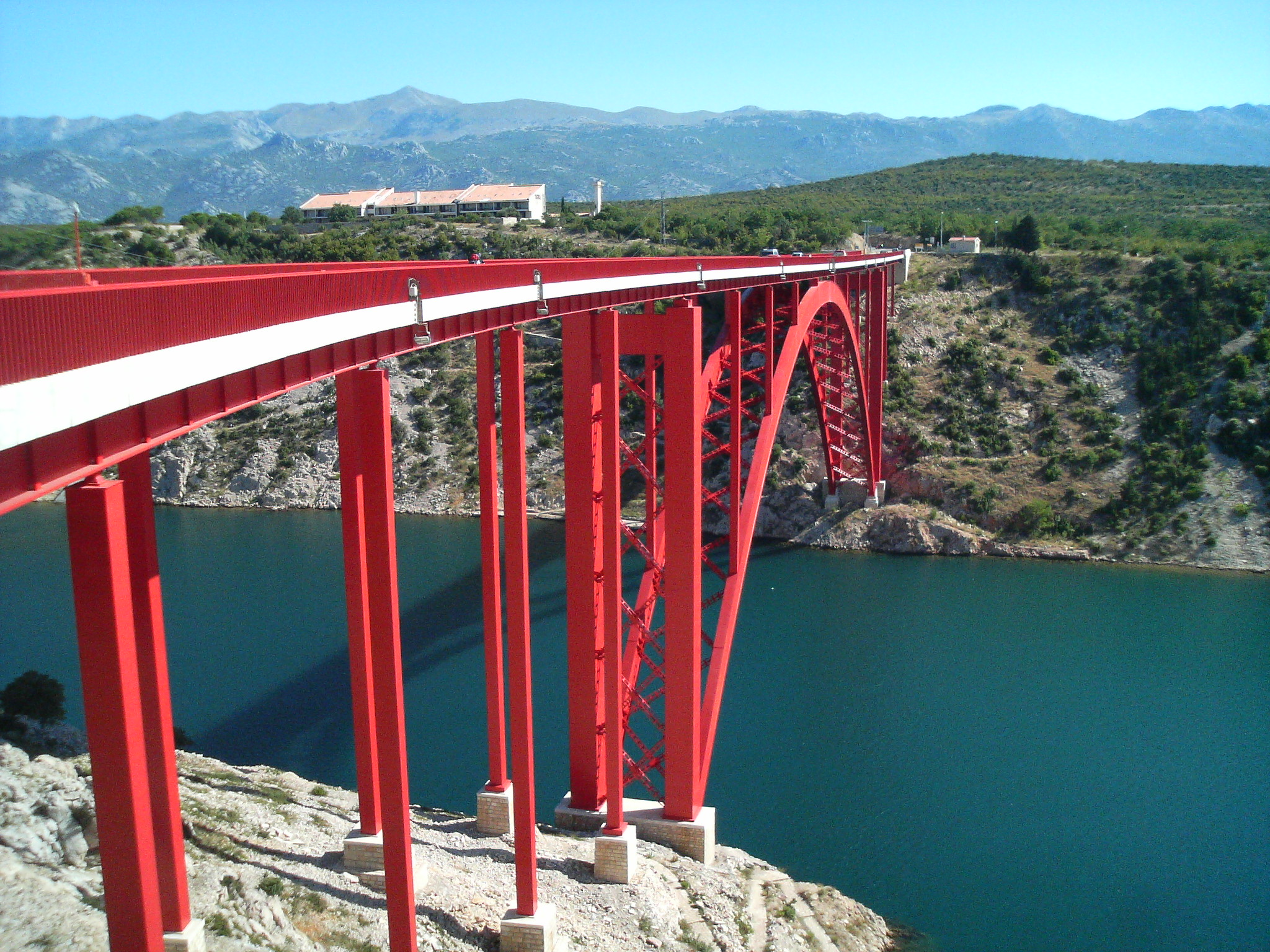
Az újjáépített Maslenica híd

1993 elején a harcok ismét kiújultak, amikor a horvát hadsereg január 22-én megindította a Maslenica hadműveletet. A támadás célja a zárai térség stratégiai helyzetének javítása volt, elsősorban a város repülőterét és a Maslenica hidat, 1991. szeptemberi elfoglalásáig az utolsó Zágráb és Zára városa közötti teljesen szárazföldi összeköttetést célozta. A támadás sikeresnek bizonyult, mivel elérte kitűzött céljait, de nagy veszteségekkel járt, mivel egy viszonylag korlátozott hadműveleti területen 114 horvát és 490 szerb katona vesztette életét.
A Maslenica hadművelet alatt a horvát erők 130 kilométerre keletre levő szerb állásokat támadtak meg. Előrenyomultak a Peruća vízierőmű felé, és nem sokkal azután, hogy szerb milíciák elűzték a gátat védő ENSZ-békefenntartókat 1993. január 28-án elfoglalták azt. Az ENSZ-erők, amelyek 1992 nyara óta tartózkodtak a helyszínen felfedezték, hogy a szerbek 35-37 tonna robbanóanyagot helyeztek el a gát hét különböző pontján, oly módon, hogy a robbanóanyagok eltávolítását megakadályozzák, majd a tölteteket a helyükön hagyták. A visszavonuló szerb erők a 65 méter magas gáton belül három, összesen 5 tonnás robbanótöltetet robbantottak fel abból a célból, hogy megrongálják, és elárasszák a folyásirányban elterülő, horvát lakta területet. A katasztrófát Mark Nicholas Gray, a brit királyi tengerészgyalogság ezredese (akkor hadnagy) akadályozta meg, aki az ENSZ katonai megfigyelője volt a helyszínen. A hadnagy a szigorú büntetést kockáztatta azzal, hogy hatáskörét túllépve még a gát felrobbantása előtt csökkentette a tározó szintjét, megakadályozva a gát teljes összeomlását. Cselekedetével 20 000 ember életét mentette meg, akik egyébként megfulladtak vagy hajléktalanok lettek volna.
A Medaki zseb hadművelet szeptember 9. és 17. között, egy Gospićtól délre fekvő fennsíkon zajlott. Az offenzívát a horvát hadsereg abból a célból hajtotta végre, hogy megakadályozza a környéken telepített szerb tüzérséget a közeli Gospić városának rendszeres lövésében. A hadművelet teljesítette kitűzött célját, a tüzérségi fenyegetés megszüntetését, mivel a horvát csapatok lerohanták a szerbek által birtokolt kiugró területet, de közben háborús bűnöket követtek el. Az ICTY később vádat is emelt emiatt horvát tisztek ellen. A hadműveletet nemzetközi nyomásra leállították, és megállapodás született arról, hogy a horvát csapatok visszavonulnak a szeptember 9-e előtti pozícióikba, míg a pufferzónába kanadai ENSZ békefenntartó csapatokat telepítenek. Az ezt követő események továbbra is ellentmondásosak, mivel a kanadai hatóságok arról számoltak be, hogy a horvát hadsereg megtámadta az állásait elfoglaló „Patricia hercegnő” kanadai könnyűgyalogos zászlóalj harccsoportját, majd végül, miután 27 fős veszteséget szenvedett visszavonult. A Horvát Védelmi Minisztérium és az ENSZ-tisztnek az Ademi–Norac-per során tett vallomásai azonban cáfolták, hogy az összeütközés valóban megtörtént volna.

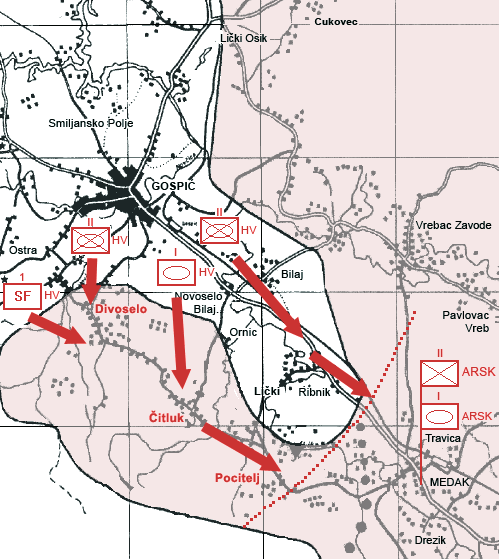
A Medaki zseb hadművelet térképe.

1993. február 18-án a horvát hatóságok a nyugat-szlavóniai helyi szerb vezetőkkel aláírták a daruvári megállapodást. A titkos megállapodás célja a frontvonal közelében élő helyi lakosság életének normalizálása volt. A knini hatóságok azonban tudomást szereztek erről, és letartóztatták a felelős szerb vezetőket.  1993 júniusában a szerbek népszavazást tartottak Krajina területének a Boszniai Szerb Köztársasággal való egyesítéséről. Milan Martić, aki akkor az RSK belügyminisztereként tevékenykedett, a Boszniai Szerb Köztársaság közgyűléséhez intézett április 3-iki levelében, mint az összes szerb állama létrehozásának első lépését” a „két szerb állam összevonását szorgalmazta. 1994. január 21-én Martić kijelentette, hogy ha az RSK elnökévé választják „felgyorsítja az egyesülés folyamatát, és átadja a stafétabotot minden szerb vezetőjének, Slobodan Miloševićnek”. 1993 októberében az ENSZ BT 871. számú határozatában először erősítette meg, hogy az ENSZ védett területei, azaz az RSK által birtokolt területek a Horvát Köztársaság szerves részét képezik.
1992 és 1993 során becslések szerint 225 000 belső horvát menekült volt, ezen kívül Bosznia-Hercegovinából és Szerbiából érkezett menekültek is telepedtek le Horvátországban. Horvát önkéntesek és néhány sorkatona is részt vett a boszniai háborúban. Csak 1992 szeptemberében Horvátország 335 985 menekültet fogadott be Bosznia-Hercegovinából, akik többsége bosnyák civil volt (kivéve a sorozási korú férfiakat). A menekültek nagy száma jelentősen megterhelte a horvát gazdaságot és infrastruktúrát. Peter Galbraith, a horvátországi amerikai nagykövet egy 1993. november 8-iki interjúban megpróbálta megfelelő perspektívába helyezni a horvátországi muzulmán menekültek számát. Azt mondta, a helyzet egyenértékű lenne azzal, mintha az Egyesült Államok 30 000 000 menekültet fogadna be.

### Krajina hanyatlása

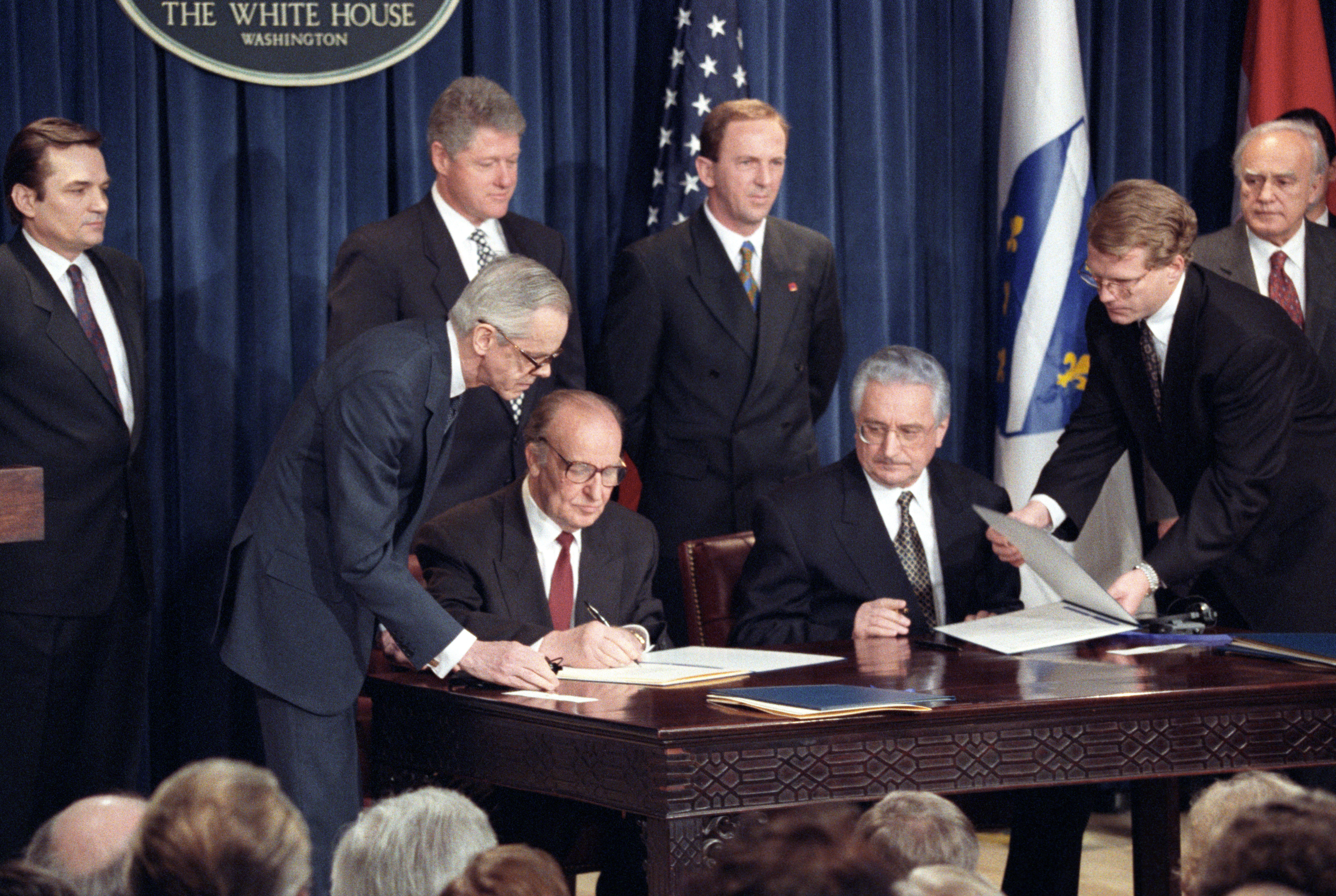
A washingtoni megállapodás aláírása

1992-ben, amikor már mindkét fél a boszniai szerbekkel harcolt Bosznia-Hercegovinában kirobbant a horvát-bosnyák konfliktus. A háborút eredetileg egyfelől a Horvát Védelmi Tanács és a horvát önkéntes egységek, másfelől a Bosznia-Hercegovinai Köztársaság Hadserege (ARBiH) vívta, de 1994-re becslések szerint 3-5000 katonával már a Horvát Hadsereg is részt vett a harcokban. Az Egyesült Államok nyomására a hadviselő felek február végén fegyverszünetben állapodtak meg, amit a horvát, bosnyák és boszniai horvát képviselők Warren Christopher amerikai külügyminiszter közvetítésével február 26-án Washingtonban írtak alá. 1994. március 4-én Franjo Tuđman jóváhagyta a Bosznia-Hercegovinai Föderáció létrehozásáról szóló megállapodást, valamint a boszniai és horvát hadseregek közötti, szerb erők elleni szövetséget. Ez a Herceg-Boszniai Köztársaság felbomlásához vezetett, és Bosznia-Hercegovinában háromról kettőre csökkentette a hadviselő felek számát.
1994 végén november 1-3 között a Kupres melletti Cincar hadműveletben a horvát hadsereg beavatkozott Boszniában, november 29-től december 24-ig pedig Dinara és Livno közelében a Tél ’94 hadműveletben vett részt. Ezeket a műveleteket azért hajtották végre, hogy elvonják a szerb erőket Bihács ostromától, és három oldalról elszigetelve, északról közelítsék meg az RSK fővárosát, Knint. Ez idő alatt az ENSZ közvetítésével sikertelen tárgyalások zajlottak Horvátország és az RSK kormánya között. A szóban forgó ügyek között szerepelt a Zágráb–Bród autópálya szerbek által megszállt részének megnyitása Okucsány közelében a tranzitforgalom előtt, valamint a horvátországi szerb többségű területek feltételezett státusza. Az autópályát 1994 végén nyitották meg újra, de biztonsági okok miatt hamarosan újra lezárták. A két kérdés megoldásának ismételt sikertelensége 1995-ben jelentős horvát offenzívákat indított el.

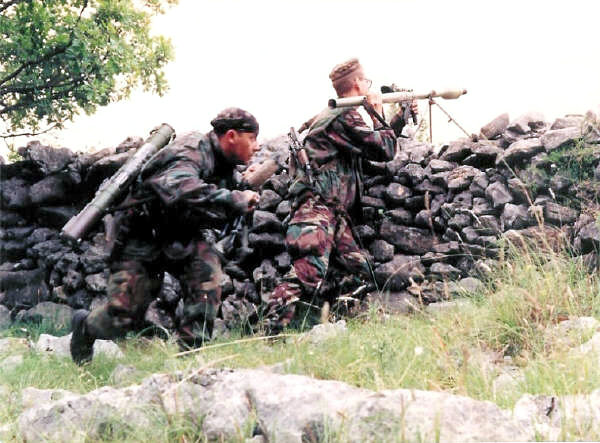
Horvát harcosok páncéltörő fegyverrel ellenséges tankot támadnak.

Ezzel egy időben a krajnai hadsereg a boszniai Boszniai Szerb Köztársaság hadseregével együtt folytatta Bihács ostromát. Michael Williams, az ENSZ békefenntartó erőinek tisztviselője elmondta, hogy amikor a Bihácstól nyugatra fekvő Vedro Polje falu 1994. november végén egy RSK egység kezére került, az ostrom a végső szakaszba lépett. Hozzátette, hogy a bihácsi enklávétól északra fekvő Velika Kladusa városa ellen erős harckocsi- és tüzérségi tüzek érkeztek az RSK egységei felől. Nyugati katonai elemzők szerint a horvát területen lévő Bihácsi zsebet körülvevő szerb föld-levegő rakétarendszerek között volt egy modern SAM-2 rendszer, amelyet valószínűleg Belgrádból hoztak ide. A kialakult helyzetre reagálva a Biztonsági Tanács elfogadta a 958-as határozatot, amely lehetővé tette a repülési tilalom hadművelet részeként bevetett NATO-repülőgépek horvátországi működését. November 21-én a NATO megtámadta az RSK által ellenőrzött udbinai repülőteret, ideiglenesen megrongálva a kifutópályákat. Az udbinai csapást követően a NATO folytatta a csapásokat a térségben, és november 23-án, miután egy NATO felderítőgépre sugarat lőtt egy föld-levegő rakétarendszer (SAM) radarja, a NATO gépei AGM-88 HARM sugárzáselhárító rakétákkal támadtak meg egy Dvor melletti SAM helyszínt.
A későbbi hadjáratokban a horvát hadsereg a villámháborús taktika egy változatát követte, a gárdadandárok áttörték az ellenséges vonalakat, míg a többi egység más pontokon egyszerűen megtartotta az állásait, és befejezte az ellenséges egységek bekerítését. Fegyveres erőinek további megerősítésére tett kísérletként Horvátország 1994 szeptemberében felvette a kapcsolatot Military Professional Resources Inc. (MPRI) katonai tanácsadó céggel, hogy kiképezze néhány tisztjét és altisztét. Az 1995 januárjában kezdődött MPRI megbízatása, mely tizenöt tanácsadóból állt, akik alapvető tiszti vezetési ismereteket és képzési menedzsmentet oktattak a horvátoknak. Az MPRI-tevékenységeket az Egyesült Államok külügyminisztériuma előzetesen felülvizsgálta, hogy megbizonyosodjon arról, hogy nem tartalmaznak taktikai kiképzést, és nem sértik meg az ENSZ továbbra is érvényben lévő fegyverembargóját.

### A háború befejező szakasza
A feszültség 1995 elején újult ki, amikor Horvátország egyre nagyobb nyomást akart gyakorolni az RSK-ra. Január 12-én egy ötoldalas levelében Franjo Tuđman hivatalosan közölte Butrosz Butrosz-Gáli ENSZ-főtitkárral, hogy Horvátország március 31-iki hatállyal felmondja az UNPROFOR horvátországi állomásoztatását lehetővé tevő megállapodást. A lépést állítólag Szerbia és a szerbek által uralt Jugoszláv Szövetségi Köztársaság azon intézkedései motiválták, amelyek célja állítólag az volt, hogy segítséget nyújtsanak Horvátország szerb megszállásához, és a megszállt területeket integrálják a jugoszláv területbe. A helyzetet az ENSZ Közgyűlése tudomásul vette  és a horvátországi helyzettel kapcsolatban úgy foglalt állást, hogy szigorúan tiszteletben kell tartani az ország területi integritását, Horvátország megszállt területeinek integrálása a volt Jugoszláv Szövetségi Köztársaság közigazgatási, katonai, oktatási, közlekedési és kommunikációs rendszerébe illegális, semmis, és azonnal meg kell szüntetni.
Folytatódtak a nemzetközi béketeremtő erőfeszítések, amikor a horvát és krajnai hatóságok elé terjesztették a Z–4 terv elnevezésű új béketervet, melyre horvát válasz nem érkezett, és a szerbek is határozottan elutasították a javaslatot. Az UNPROFOR kivonulása határideje közeledtével új ENSZ békefenntartó missziót javasoltak megnövelt mandátummal Horvátország nemzetközileg elismert határain való járőrözésre. Kezdetben a szerbek ellenezték a lépést, és tankokat szállítottak Szerbiából Kelet-Horvátországba. Végül egyezség született, és az ENSZ Biztonsági Tanácsának március 31-i 981-es határozata jóváhagyta az új ENSZ békefenntartó missziót. A misszió neve azonban az utolsó pillanatban vita tárgyát képezte, mivel Mate Granić horvát külügyminiszter ragaszkodott hozzá, hogy haderő nevébe bele kell foglalni Horvátországot. Végül az ENSZ Bizalom-helyreállító Művelete Horvátországban (UNCRO) elnevezést hagyták jóvá.

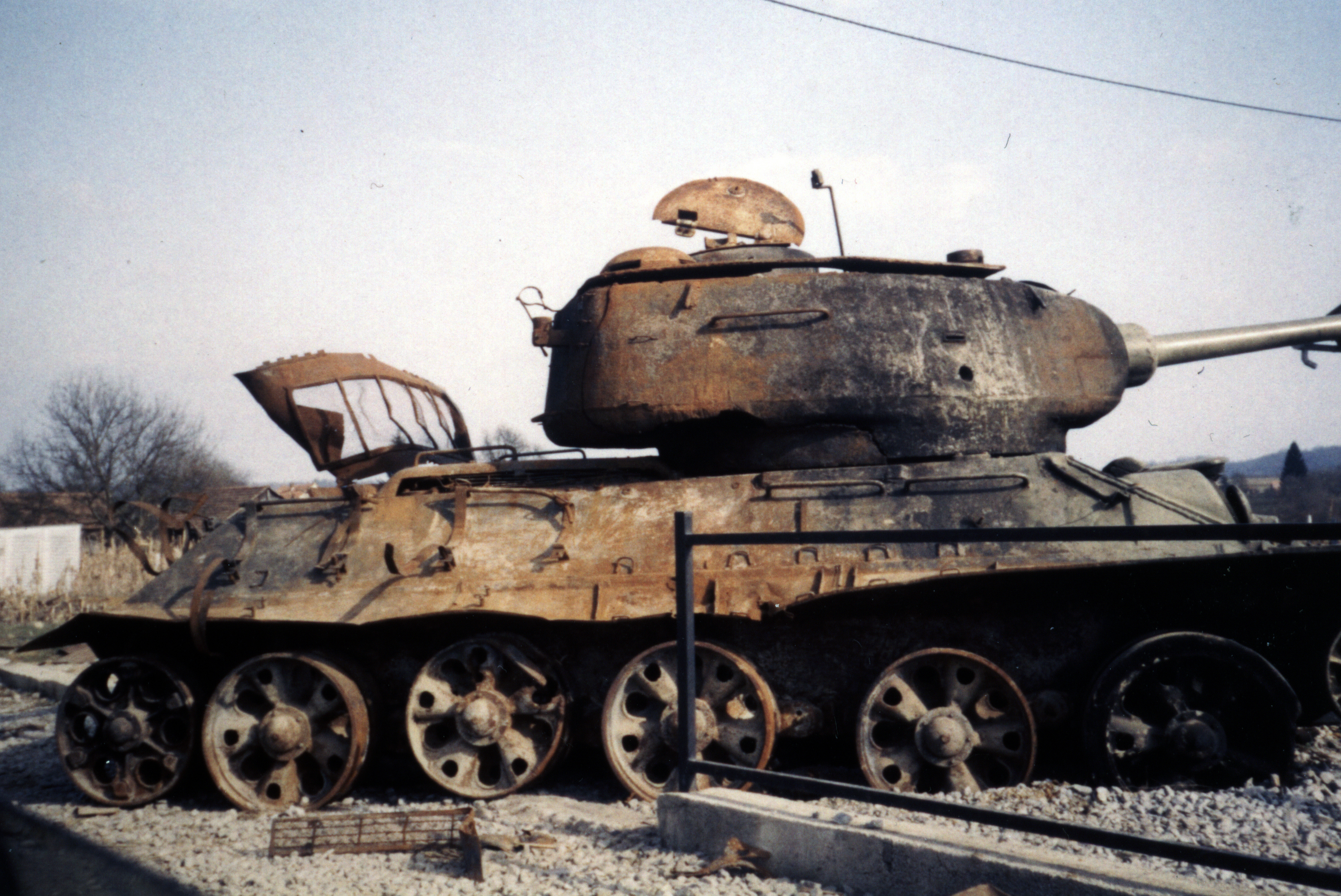
Kilőtt T-34-85-ös szerb harckocsi Károlyvárosnál

Az erőszak 1995. május elején ismét kitört. Az RSK, részben a nemzetközi nyomás hatására elvesztette a belgrádi szerb kormány támogatását. Ezzel egy időben a horvát Villám hadművelet visszafoglalta az összes korábban megszállt nyugat-szlavóniai területet. Megtorlásul a szerb erők rakétákkal támadták meg Zágrábot, mely során heten meghaltak és több mint 200 civil megsebesült. A jugoszláv hadsereg harckocsikat irányítva a horvát határ felé erődemonstrációval válaszolt az offenzívára, hogy elhárítsa a kelet-szlavóniai megszállt terület esetleges megtámadását.
A következő hónapokban a nemzetközi erőfeszítések főként a nagyrészt sikertelen Bosznia-Hercegovinában felállított ENSZ biztonsági övezetek felállítására, illetve Horvátországban egy tartósabb tűzszünet kialakítására irányultak. A két kérdés gyakorlatilag összekapcsolódott 1995 júliusára, amikor Kelet-Bosznia-Hercegovinában több biztonsági övezetet elfoglaltak, egyet pedig, a bihácsit megszállással fenyegették. 1994-ben Horvátország már jelezte, hogy nem engedi meg Bihács elfoglalását, és a horvát hadseregnek a megszállt területek visszafoglalására való képességébe vetett bizalom azt kívánta a horvát hatóságoktól, hogy ne tárgyaljanak további tűzszünetről; hanem a megszállt területeket integrálják vissza Horvátországba. Ezek a fejlemények, a Washingtoni megállapodás, és a Boszniai színházban aláírt tűzszünet vezetett július 22-én Horvátország és Bosznia-Hercegovina elnökeinek újabb találkozójához, amikor elfogadták a felosztási megállapodást. Ebben Bosznia-Hercegovina felkérte Horvátországot katonai és egyéb segítségnyújtásra, különös tekintettel a bihácsi térségre, Horvátország pedig ezt elfogadva elkötelezte magát a fegyveres beavatkozás mellett.
Július 25. és 30. között a Nyár '95 hadművelet során a Horvát Hadsereg és a Horvát Védelmi Tanács (HVO) csapatai megtámadták a szerbek által birtokolt területet a Dinara-hegységtől északra, és elfoglalták Bosansko Grahovót és Glamočot. Ez az offenzíva megnyitotta az utat a Knin körüli megszállt területek katonai visszafoglalása előtt, mivel elvágta az utolsó hatékony utánpótlási útvonalat Banja Luka és Knin között. Augusztus 4-én Horvátország megkezdte a Vihar hadműveletet, amelynek célja Horvátország szinte teljes megszállt területének visszafoglalása volt, kivéve egy viszonylag kis területet, amely jelentős távolságra a vitatott terület nagy részétől a Duna mentén volt található. A 100 000 horvát katonával indult offenzíva volt a legnagyobb szárazföldi ütközet, amelyet addig Európában vívtak a második világháború után. A Vihar hadművelet elérte céljait, és augusztus 8-án befejezettnek nyilvánították.
A Horvát Helsinki Bizottság (Hrvatski helsinški odbor) horvát emberi jogi szervezet, 677 olyan szerb civilt számolt össze, akiket a Vihar hadművelet után a horvát erők öltek meg. Ezek többnyire olyan idős emberek voltak, akik míg más szerb civilek elmenekültek, a harcok után is otthonukban maradtak. További 837 szerb civilt tartanak eltűntként nyilván a Vihar hadművelet után. Más források szerint a horvát erők további 181 áldozatot öltek meg, és temettek el egy tömegsírban Mrkonjić Gradban a Vihar hadművelet boszniai offenzívájának folytatását követően.

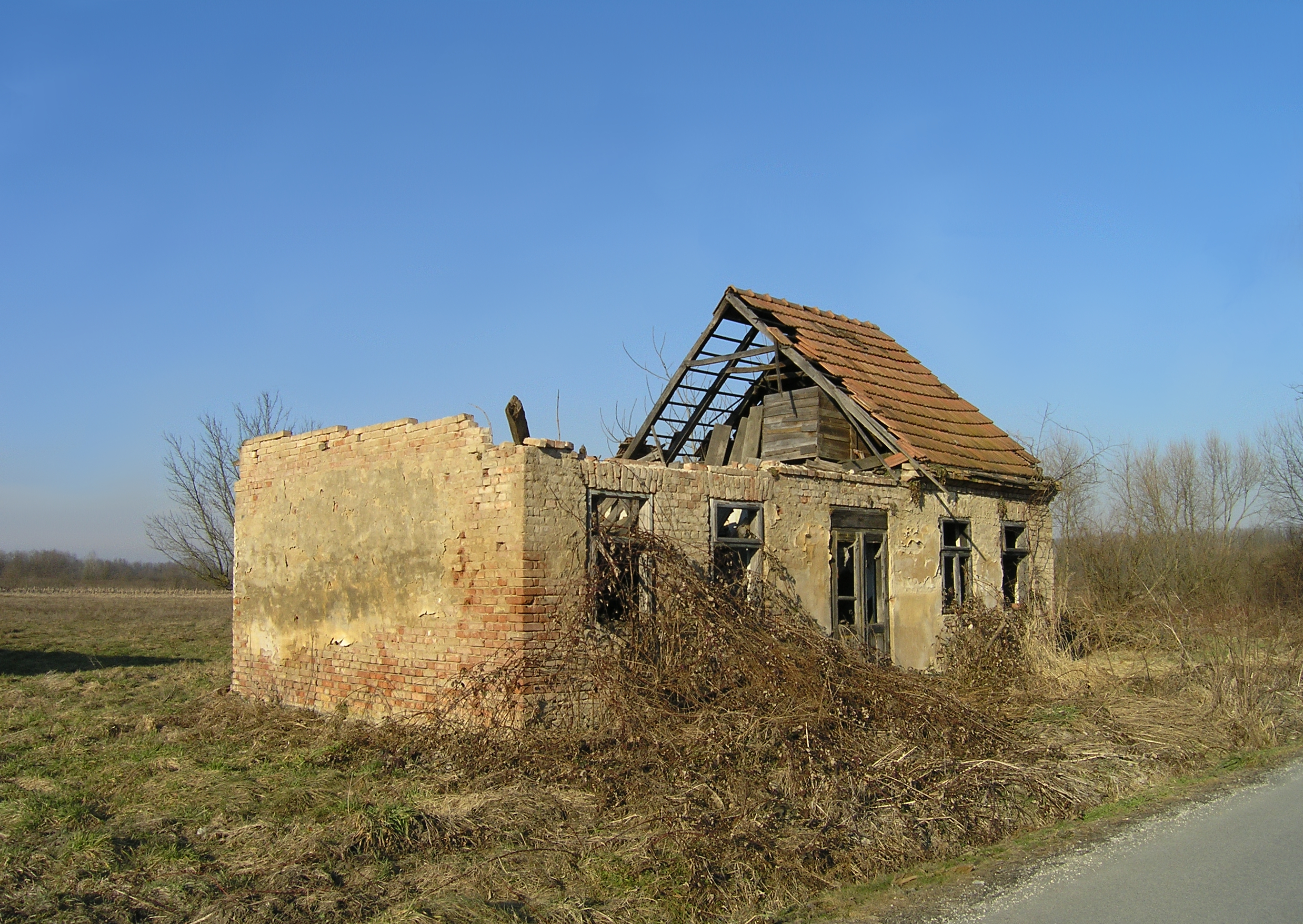
Horvátok által lerombolt szerb ház Sunjánál

A megszállt területek polgári lakosságának nagy része már az offenzíva alatt vagy közvetlenül annak befejezése után elmenekült, amit később különféle kifejezésekkel írtak le, a kiűzéstől a tervezett evakuálásig. Krajinai szerb források (az RSK Polgári Védelmi Főparancsnokságának, a Legfelsőbb Védelmi Tanácsnak, Kovačevićnek, Sekulićnak és Vrceljnek a dokumentumai) megerősítik, hogy a szerbek evakuálását előre megszervezték és megtervezték. Az Amnesty International szerint „mintegy 200 000 horvátországi szerb, beleértve a teljes horvátországi szerb hadsereget, a szomszédos Jugoszláv Szövetségi Köztársaságba, valamint Bosznia-Hercegovina boszniai szerbek ellenőrzése alatt álló területeire menekült. A műveletek nyomán a horvát hadsereg és a rendőrség tagjai meggyilkolták, megkínozták és erőszakkal űzték ki a térségben maradt horvát szerb civileket, valamint a kivonuló horvátországi szerb fegyveres erők tagjait.” Az ICTY ezzel szemben arra a következtetésre jutott, hogy csak mintegy 20 000 embert deportáltak. A BBC ugyanakkor 200 000 szerb menekültet jegyzett fel. Az 1991-ben elűzött horvát menekültek végre visszatérhettek otthonaikba. Az Egyesült Államok Menekültügyi és Bevándorlói Bizottságának becslései szerint, csak 1996-ban mintegy 85 000 kitelepített horvát tért vissza az egykori Krajinába és Nyugat-Szlavóniába.
A következő hónapokban még mindig történt néhány időszakos, főleg tüzérségi támadás Bosznia-Hercegovina szerbek által birtokolt területeiről Dubrovnik térségében és más helyeken. A Horvátországban, Kelet-Szlavóniában megmaradt szerbek által birtokolt terület azonban a Horvátországgal való katonai konfrontáció lehetőségével fenyegetett. Ezt a lehetőséget Tuđman a Vihar hadművelet után többször is kijelentette. A fenyegetést alátámasztotta a katonai egységek október közepén történt térségbe vezénylése, valamint a katonai beavatkozással való korábbi fenyegetés megismétlése – kijelentve, hogy a horvát hadsereg beavatkozhat, ha a hónap végére nem születik békemegállapodás.

#### Kelet-Szlavónia visszaintegrálása

Kelet-Szlavónia, Baranya és a Nyugat-Szerémség UNTAES által ellenőrzött területei

A további harcok elkerülésére november 12-én Slobodan Milošević és a Jugoszláv Szövetségi Köztársaság tisztviselőitől kapott utasítások alapján az RSK megbízott védelmi minisztere, Milan Milanović aláírta az erdődi megállapodást. A megállapodás kimondta, hogy kétéves átmeneti időszakkal a fennmaradó megszállt területet vissza kell adni Horvátországnak. Az ENSZ új átmeneti adminisztrációját az Egyesült Nemzetek Biztonsági Tanácsának 1996. január 15-iki 1037. számú határozatával, az Egyesült Nemzetek Szervezete Kelet-Szlavónia, Baranya és Nyugat-Szerémségi Átmeneti Hatóságaként (UNTAES) hozták létre. A megállapodás a helyi szerb közösség számára is biztosította a Közös Önkormányzati Tanács létrehozásának jogát. Az átmeneti időszakot ezt követően egy évvel meghosszabbították. 1998. január 15-én az UNTAES mandátuma véget ért, és Horvátország visszanyerte az ellenőrzést a teljes terület felett. Mivel az UNTAES felváltotta az UNCRO missziót, a korábban UNCRO irányítása alatt álló Prevlaka-félsziget az ENSZ Prevlakai Megfigyelők Missziója (UNMOP) irányítása alá került. Az UNMOP-ot az Egyesült Nemzetek Biztonsági Tanácsának 1996. január 15-iki 1038. számú határozata hozta létre, és 2002. december 15-én szűnt meg.

## Következmények

### Áldozatok és menekültek
A legtöbb forrás mintegy 20 000-re teszi a háborúban elhunytak számát. Az Eltűnt Személyek Horvát Bizottságának vezetője, Ivan Grujić ezredes szerint Horvátországban 12 000 ember vesztette életét vagy tűnt el, köztük 6788 katona és 4508 civil. Egy másik forrás a horvát oldalon 14 000 halálos áldozatot közöl, akiknek 43,4%-a civil volt. Az 1996-os hivatalos adatok 35 000 sebesültet is tartalmaznak. Ivo Goldstein 13 583 halottról vagy eltűntről tesz említést, míg Marko Attila Hoare angol-horvát történész 15 970-ről számol be (Dražen Živić tudományos kutató által közölt 2003. januári adatokra hivatkozva). A háború alatt közel 2400 személyt jelentettek eltűntnek. 2018-ban a Horvát Honvédőháborús Emlékhely-Dokumentációs Központ új adatokat közölt, amelyek 22 211 a háborúban elesett vagy eltűnt személyt jeleztek: 15 007 halott vagy eltűnt a horvát oldalon, és 7204 halott vagy eltűnt a szerb oldalon. A Krajinai Szerb Köztársaság területén meggyilkoltak közül 1077 nem szerb volt, a horvát kormány által ellenőrzött területen azonban a központ az adatok hiánya miatt nem közölte az összesen 5657 meggyilkolt civil etnikai összetételét.

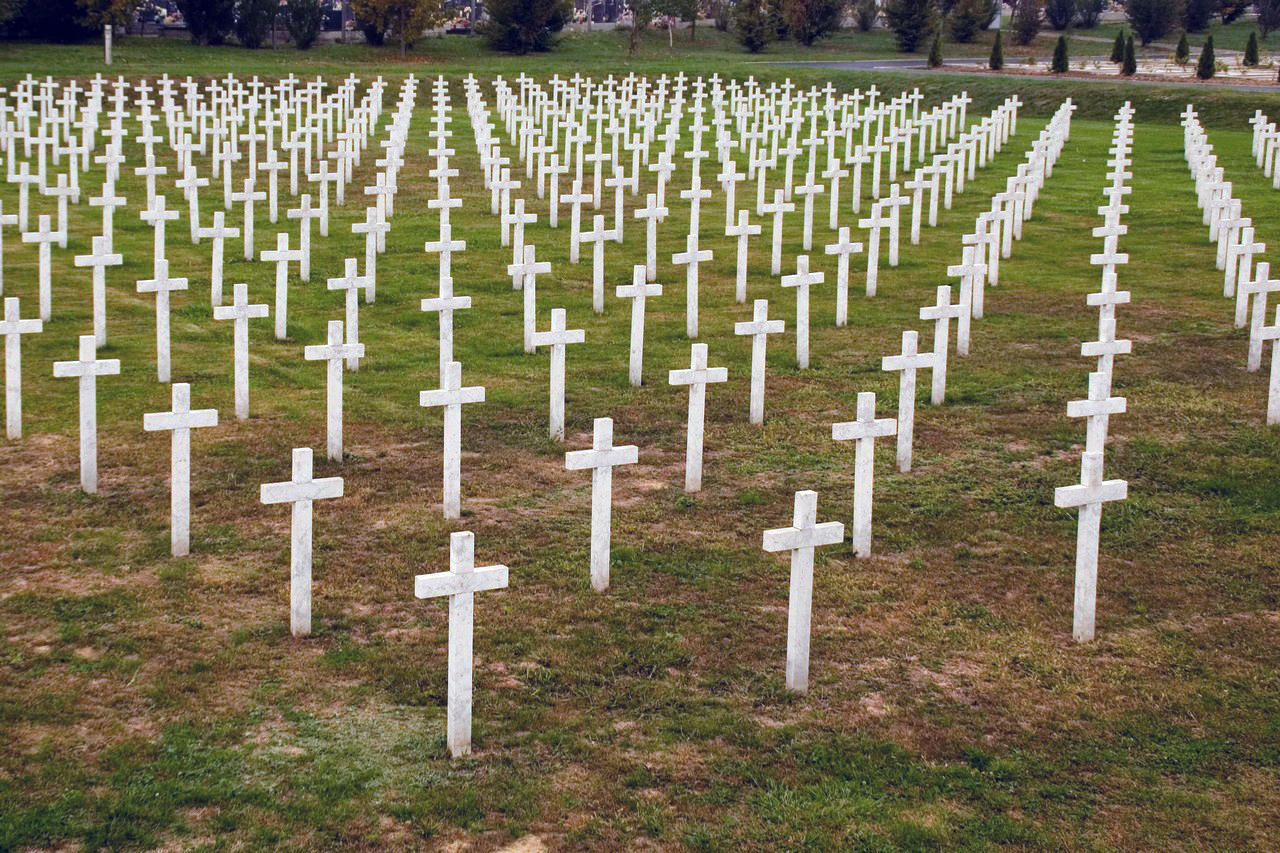
A vukovári népirtás áldozatainak temetője Európa legnagyobb tömegsírja a II. világháború óta

2016-ban a horvát kormány 1993, a háborúban eltűnt személyt sorolt fel, akik közül 1093 horvát volt (428 katona és 665 civil), míg a maradék 900 szerb (5 katona és 895 civil). 2009-ben Horvátországban több mint 52 000 személyt tartottak nyilván rokkantként a háborúban való részvétele miatt. Ez a szám nem csak a sebek vagy sérülések miatt mozgássérülteket tartalmazza, hanem azokat a személyeket is, akiknek egészségi állapota a háborúban való részvételük miatt megromlott, beleértve a krónikus betegségek, például a szív- és érrendszeri betegségek, valamint a poszttraumás stressz zavar (PTSD) diagnózisát is. 2010-ben a háborús PTSD-vel diagnosztizált személyek száma 32 000 volt.
A háború összesen 500 000 menekült és lakóhelyüket elhagyni kényszerült személyt eredményezett. Mintegy 196 000 és 247 000 közötti (1993-ban) horvát és más nem szerb menekült el a háború alatt az RSK-ból vagy környékéről. Az Európai Biztonsági és Együttműködési Szervezet (EBESZ) szerint 2006-ban 221 000-en kényszerültek otthonuk elhagyására, ebből 218 000 visszatért. Más források szerint akár 300 000 horvátot is kitelepíthettek. A többséget a kezdeti harcok, valamint a JNA 1991-es és 1992-es offenzívái során űzték el. 1994. március 16-án Horvátország 492 636 lakóhelyüket elhagyni kényszerültet vagy menekültet regisztrált a területén (241 014 személyt magából Horvátországból és 251 622 személyt Bosznia-Hercegovinából), ami a becslések szerint az ország lakosságának 10%-a. 1991-től mintegy 150 000 a Boszniai Szerb Köztársaságból és Szerbiából menekült horvát kapott horvát állampolgárságot, sokuk olyan incidensek miatt, mint a hrtkovci volt.
A belgrádi székhelyű Veritas civil szervezet 7134 elesett és eltűnt személyt sorol fel a Szerb Krajina Köztársaságból, köztük 4484 harcost és 2650 civilt, valamint 307 JNA-tagot, akik nem Horvátországban születtek vagy éltek. Legtöbbjük 1991-ben (2729) és 1995-ben (2348) meghalt vagy eltűnt. A legtöbb haláleset Észak-Dalmáciában (1605) fordult elő. A JNA hivatalosan elismerte, hogy 1279 ember halt meg harci cselekmény közben. A tényleges szám valószínűleg jóval nagyobb volt, mivel az áldozatok száma folyamatosan alulbecsült. Az egyik példában a hivatalos jelentések két enyhén megsebesült katonáról beszéltek egy összecsapás után, azonban az egység titkosszolgálati tisztje szerint a tényleges szám 50 halott és 150 sebesült volt.

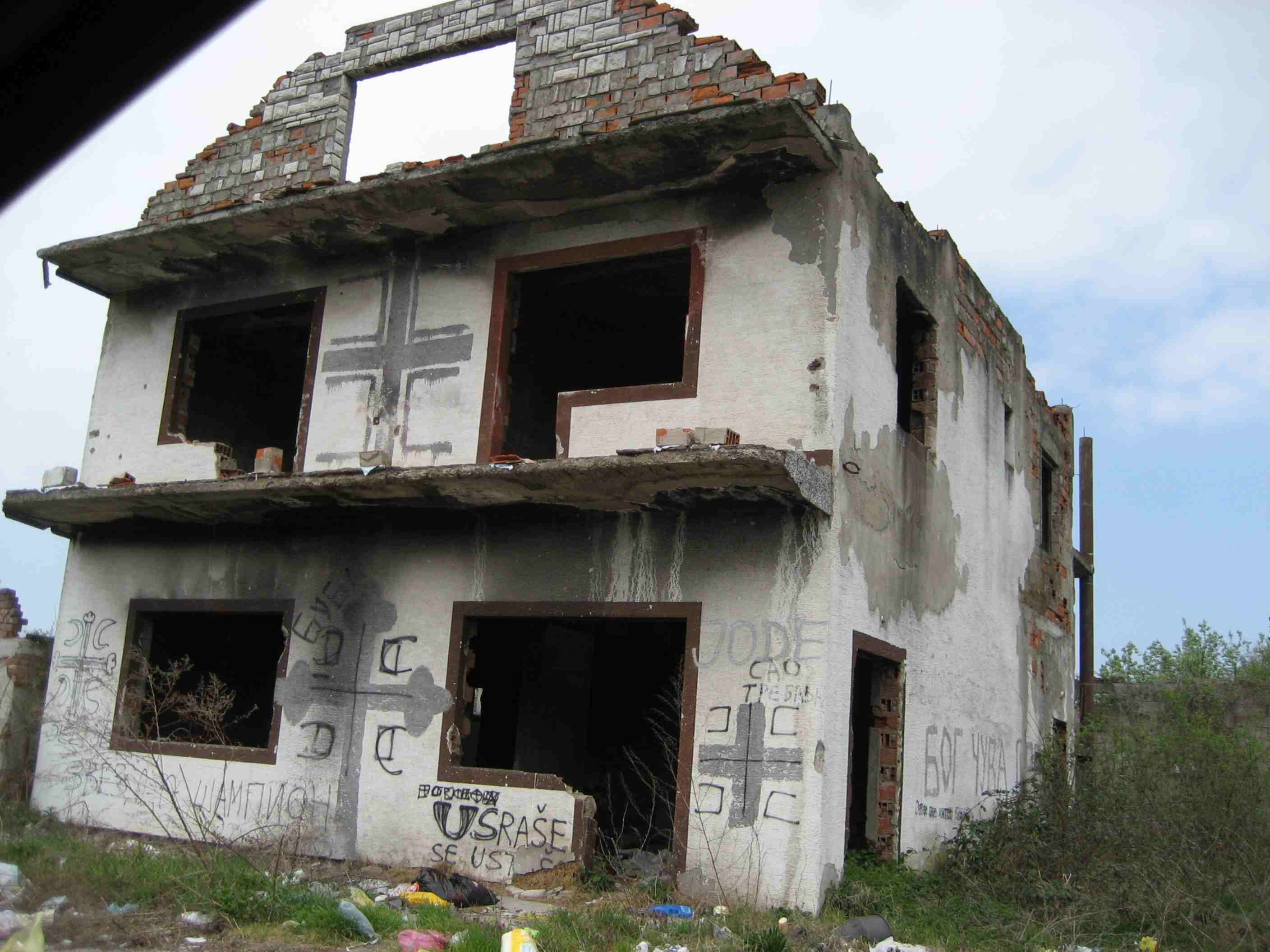
Szerbek által lerombolt és grafitivel telefirkált horvát ház Bródnál

Szerb források szerint 1991 és 1993 között mintegy 120 000 szerbet telepítettek ki, és újabb 250 000-et a Vihar hadművelet után. A kitelepített szerbek száma 1993-ban 254 000 volt, amely 1995 elejére 97 000-re csökkent, majd az év végére ismét 200 000-re nőtt. A legtöbb nemzetközi forrás körülbelül 300 000-re teszi a kitelepített szerbek számát. Az Amnesty International szerint 1991 és 1995 között 300 000-en kényszerültek lakóhelyüket elhagyni, közülük 117 000-en 2005-ben hivatalosan is visszatértekként voltak nyilvántartva. Az EBESZ adatai szerint a háború alatt 300 000-en költöztek el, ebből 2006-ban hivatalosan 120 000-et regisztráltak hazatérőként. Úgy vélik azonban, hogy ez a szám nem tükrözi pontosan a hazatérők számát, mert sokan visszatértek Szerbiába, Montenegróba, ill. Bosznia-Hercegovina a horvátországi hivatalos regisztrációt követően. Az UNHCR szerint 2008-ban 125 000 embert regisztráltak úgy, hogy visszatértek Horvátországba, közülük 55 000 állandó jelleggel maradt.
Míg a háború előtti 1991-es horvát népszámlálás 581 663 szerb lakost, vagyis a horvátországi lakosság 12,2%-át számlálta, a háború utáni első, 2001-es népszámlálás szerint csak 201 631 szerb maradt Horvátországban, vagyis a lakosság mindössze 4,5%-a.
A fogolytábori bántalmazások áldozatainak megsegítésére jött létre a Szerbiai Koncentrációs Táborokban Fogvatartott Horvátok Szövetsége és a Honvédő háborús Horvát Fogyatékos Veteránok Egyesülete.

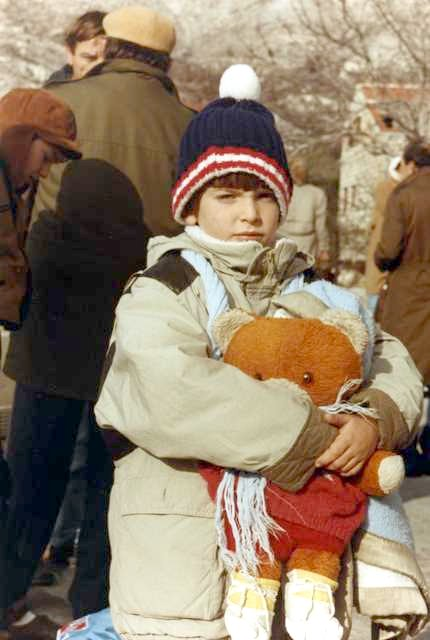
Menekült gyermek Dubrovnik 1991-es kiűrítésekor.

Az ENSZ Fejlesztési Programja (UNDP) „A szexuális erőszak áldozatainak számának felmérése a Horvát Köztársaság területén vívott haza háború során, valamint az áldozatok kárpótlásának és támogatásának optimális formái” című 2013-as horvátországi jelentése meghatározta a nemi erőszak és a szexuális zaklatás egyéb formái áldozatainak (férfiak és nők) a becsült értékét, és számukat a két oldalon körülbelül 1470 és 2205, illetve 1501 és 2437 főben határozta meg. A legtöbb áldozat olyan nem szerb volt, akiket szerbek támadtak meg. Régiók szerint a legtöbb nemi erőszak és szexuális erőszakos cselekmény Kelet-Szlavóniában történt, becslések szerint 380-570 áldozattal.[330] Az UNDP jelentése szerint 300-600 férfi (a bebörtönzöttek 4,4-6,6%-a) és 279-466 nő (vagyis a bebörtönzöttek 30-50%-a) szenvedett el különféle szexuális zaklatásokat, miközben szerb fogolytáborokban és börtönökben (beleértve a szerbiaiakat is) tartották fogva. 1991 és 1995 között a szerbek által megszállt területeken a fogolytáborokon kívül 412 és 611 közötti horvát nőt erőszakoltak meg. A horvát erőkről is ismert volt, hogy a Villám and Vihar hadműveletek során nemi erőszakot és szexuális zaklatásokat követtek el szerb nők ellen, becslések szerint 94-140 áldozattal. A szerb foglyok szexuális zaklatása a horvátok által vezetett Lora és Kerestineci táborokban is előfordult.
2015. május 29-én a horvát parlament elfogadta az első olyan törvényt az országban, amely a nemi erőszakot háborús bűnnek ismeri el. Ez a Horvát Köztársaság elleni katonai agresszió során a honvédő háborúban elkövetett szexuális erőszak áldozatainak jogairól szóló törvény volt. A horvát Háborús Veteránok Minisztériuma által felügyelt jogszabály orvosi és jogi segítséget, valamint az állam részéről – akár 20 000 euróig terjedő – pénzügyi kompenzációt biztosított az áldozatok számára. Ezek a juttatások függetlenek voltak a bírósági ítéletektől. Željka Žokalj, a Háborús Veteránok Minisztériuma részéről azt az információt adta, hogy 2019 májusáig már mintegy 25 millió kunát (3,37 millió eurót) ítéltek oda az áldozatoknak. 2015 óta 249 kártérítési kérelmet nyújtottak be, és ezek közül 156-ot hagytak jóvá.

### Demográfiai arányeltolódás

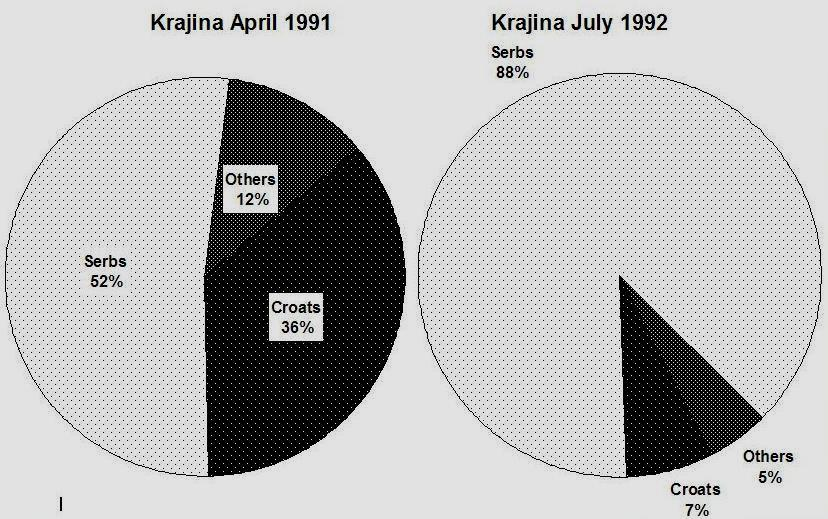
Etnikai arányváltozások Krajinában 1991 és 2001 között.

A háború alatt igen nagy demográfiai változásokon ment végig az ország, amit az 1991-es és a 2001-es népszámlálás mutatnak meg.
- 1991-ben Horvátországnak 4 784 265 lakosa volt (horvátok 78,1%, szerbek 12,2%, nem nyilatkozott 6%, muzulmánok 0,9%, szlovének 0,5%, magyarok 0,5%, olaszok 0,4%, csehek 0,3%, albánok 0,3%, montenegróiak 0,2%, romák 0,1%, szlovákok 0,1%, ruszinok 0,1%, zsidók 0,1%, németek 0,1% és egyebek).
- 2001-ben Horvátországnak 4 437 460 lakosa volt (horvátok 89,63%; szerbek 4,54%; egyebek (köztük muszlimok is) 0,49%; szlovének 0,3%; magyarok 0,37%; olaszok 0,44%; csehek 0,24%; albánok 0,34%; montenegróiak 0,11%; romák 0,21%; szlovákok 0,11%; ruszinok 0,05%; zsidók 0,01%; és egyebek).

### Háborús károk és aknamezők

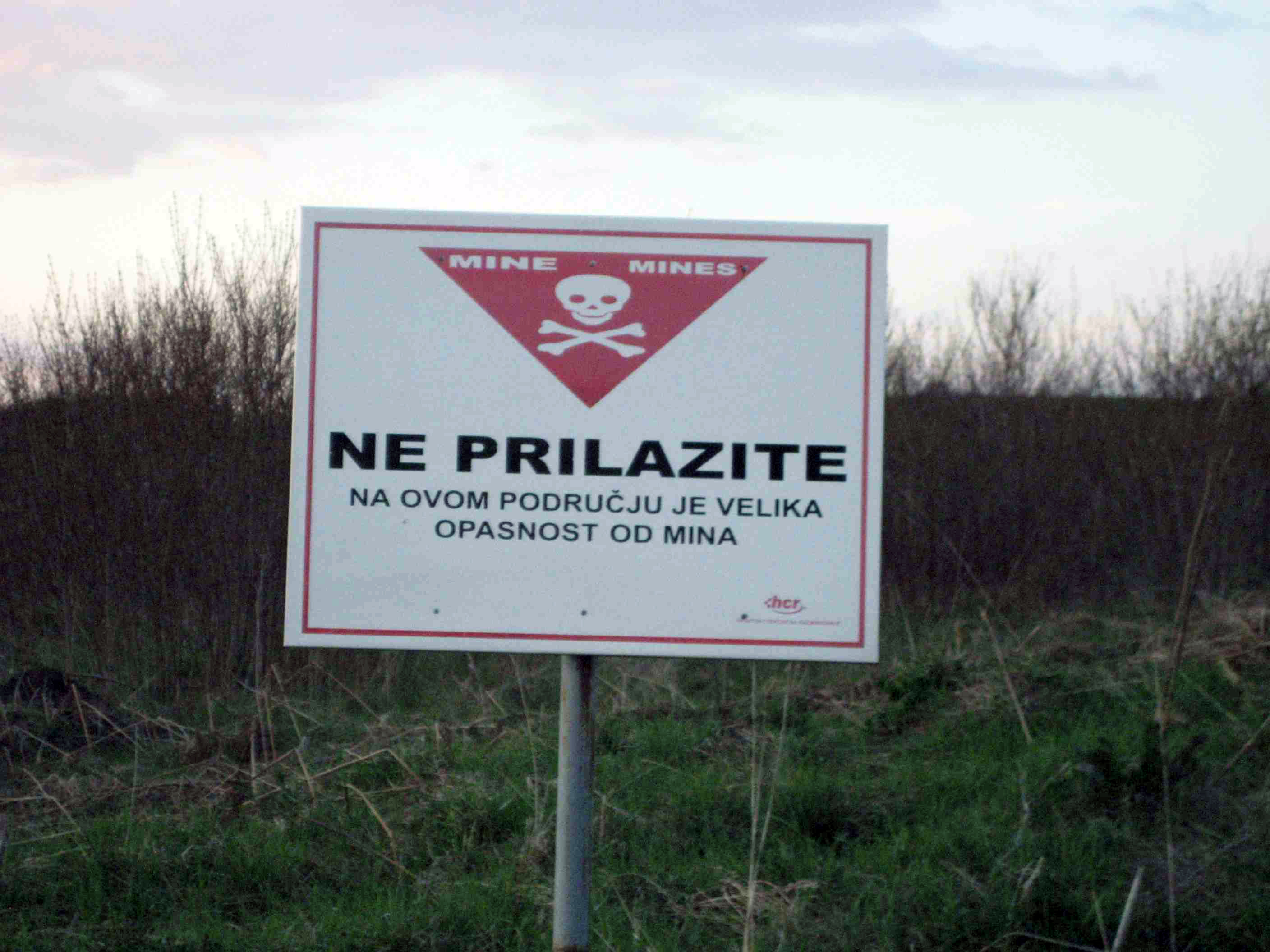
Aknamezőt jelző figyelmeztető tábla

A háborús károkról Horvátországban 1996-ban közzétett hivatalos adatok 180 000 megsemmisült lakóegységről, valamint a horvát gazdaság 25%-át érintő 27 milliárd USD anyagi kárról írtak. A 2003/2004-es Europe Review az infrastruktúra megsérülése miatt a kieső gazdasági teljesítményben és a menekültekkel kapcsolatos költségek miatti háborús károkat 37 milliárd USD-ra becsülte, miközben az ország GDP-je ebben az időszakban 21%-kal esett vissza. A lakóegységek 15 százaléka és 2423, a kulturális örökség részét képező építmény, köztük 495 szakrális építmény semmisült vagy sérült meg. A háború a nagyon magas katonai kiadások miatt további terhet rótt a gazdaságra. 1994-re, amikorra Horvátországnak gyorsan de facto háborús gazdasággá kellett válnia, a katonaság az összes kormányzati kiadás 60 százalékát emésztette fel.
A háború alatti jugoszláv és szerb kiadások még aránytalanabbak voltak. Az 1992-es szövetségi költségvetési javaslat a pénzeszközök 81 százalékát irányozta elő a szerb háborús erőfeszítésekre. Mivel 1992 előtt a szövetségi költségvetés jelentős részét Szlovénia és Horvátország, Jugoszlávia legfejlettebb köztársaságai biztosították, a szövetségi bevételek hiánya hamar a kormányzati műveletek finanszírozására szolgáló pénzek kétségbeesett nyomtatásához vezetett, ez pedig az akkori Jugoszláviában a történelem legrosszabb hiperinflációs időszakát idézte elő: 1993 októbere és 1995 januárja között az akkor Szerbiából és Montenegróból álló Jugoszlávia öt kvadrillió százalékos hiperinflációtól szenvedett.

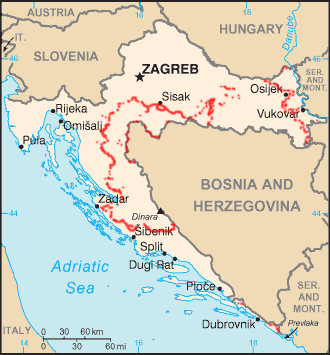
A háború alatt telepített aknamezők Horvátországban

Az RSK, illetve a JNA erői az RSK, illetve Bosznia-Hercegovina, valamint Montenegró és Szerbia szerbek által ellenőrzött területeiről sok horvát várost tüzérséggel, rakétákkal és repülőgépről ledobott bombákkal támadtak meg. A legtöbbet lőtt városok: Vukovár, Bród (a Vučjak hegyről), és Zsupanya (több mint 1000 napig), Vinkovce, Eszék, Újgradiska, Novszka, Daruvár, Pakrác, Šibenik, Sziszek, Dubrovnik, Zára, Gospić, Károlyváros, Biograd na Moru, Slavonski Šamac, Ogulin, Duga Resa, Otocsán, Újlak, Pélmonostor, Lučko, Zágráb és mások voltak. Bródot soha nem támadták meg közvetlenül tankokkal vagy gyalogsággal, de a várost és a környező falvakat 1991-ben és 1992-ben több mint 11 600 tüzérségi lövedék és 130 repülőgépbomba érte.
A háború alatt Horvátország különböző területein körülbelül 2 millió aknát helyeztek el. A legtöbb aknamezőt úgy telepítették, hogy semmiféle térkép vagy feljegyzés nem készült az aknák helyzetéről. Egy évtizeddel a háború után, 2005-ben az egykori frontvonalak mentén, a nemzetközi határok egyes szegmenseiben, különösen Bihács közelében, és néhány korábbi JNA létesítmény körül még mindig mintegy 250 000 akna volt a föld alatt. 2007-ben a még mindig aknákat tartalmazó vagy gyaníthatóan aknákat tartalmazó terület körülbelül 1000 négyzetkilométert tett ki. Horvátországban a háború kezdete óta több mint 1900 ember halt meg vagy sebesült meg a taposóaknák következtében, köztük a háború vége után aknák miatt több mint 500-an haltak meg vagy sebesültek meg. 1998 és 2005 között Horvátország 214 millió eurót költött különböző aknamentesítési programokra. 2009 óta az összes megmaradt aknamező egyértelműen meg van jelölve. A 2015-ös európai migránsválság során aggodalmak merültek fel azon területek miatt, ahol az aknák hatással lehetnek a Szerbiából Horvátországba érkező menekültáradatra.

### Háborús bűnök
A volt Jugoszláviával foglalkozó nemzetközi büntetőtörvényszéket (ICTY) az ENSZ Biztonsági Tanácsának 1993. május 25-én elfogadott 827. számú határozata hozta létre. A törvényszék az emberi jogok és a genfi egyezmények megsértéséért felelős személyek esetében, a volt Jugoszlávia területén 1991. január 1. óta elkövetett háborús jogszabályok vagy szokásjogok megsértése, népirtás és emberiesség elleni bűncselekmények elkövetése ügyében rendelkezik hatáskörrel.
Az ICTY által vádolt személyek a közkatonáktól a miniszterelnökökig és az elnökökig terjedtek. A magas szintű vádlottak között volt Slobodan Milošević (Szerbia elnöke), Milan Babić (az RSK elnöke) és Ante Gotovina (a horvát hadsereg tábornoka). Franjo Tuđman (Horvátország elnöke), miközben az ICTY ügyészei még nyomoztak ellene, 1999-ben halt meg rákban. Marko Attila Hoare, az ICTY egykori alkalmazottja szerint a bűnszervezet vezető tagjai elleni vádemeléseken egy nyomozócsoport dolgozott, akik nem csak Milošević, hanem Veljko Kadijević, Blagoje Adžić, Borisav Jović, Branko Kostić, Momir Bulatović és mások ellen is folytattak nyomozást. Ezeket a vádemeléseket – állítólag Carla del Ponte közbenjárására a Miloševićra korlátozódó vádemelésre redukálták – később elutasították.

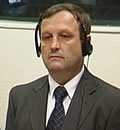
Milan Martić az ICTY bírósága előtt.

Az ICTY 2018-ig a szerb/montenegrói oldalról hét tisztviselőt ítélt el, horvát oldalról pedig senkit. A legnagyobb büntetést –35 év börtönt – Milan Martić kapta. Milan Babić – aki megbánását fejezte ki a háborúban játszott szerepe miatt, és arra kérte „horvát testvéreit, hogy bocsássanak meg neki” – 13 évet kapott. 2007-ben vukovári mészárlásért a volt jugoszláv hadsereg két tisztjét ítélték el. Veselin Šljivančanint 10 év, Mile Mrkšićet pedig 20 év börtönre ítélték. Az ügyészek kijelentették, hogy Vukovár elfoglalását követően a JNA több száz horvátot adott át a szerb erőknek. Közülük legalább 264-et (többnyire sérült katonát, de két nőt és egy 16 éves gyereket is) meggyilkoltak és a Vukovár külvárosában fekvő Ovčara szomszédságában tömegsírokban temettek el. A város polgármesterét, Slavko Dokmanovićot ugyancsak bíróság elé állították, de 1998-ban a fogságban öngyilkos lett, mielőtt még az eljárás megkezdődött volna. Dragan Vasiljkovićot, egy horvátországi szerb félkatonai egység parancsnokát 2017-ben háborús bűnök miatt a horvát bíróság ítélte 15 év börtönre.
Pavle Strugar és Miodrag Jokić tábornokot Dubrovnik ágyúzása miatt az ICTY nyolc, illetve hét évre ítélte. A harmadik vádlottat, Vladimir Kovačevićet mentálisan alkalmatlannak nyilvánították, hogy bíróság elé álljon. A Jugoszláv Hadsereg vezérkari főnökét, Momčilo Perišićet háborús bűnpártolásban vádolták, de végül minden vádpont alól felmentették. Goran Hadžić volt RSK-elnök meghalt a per során. Vojislav Šešeljt 2018-ban 10 évre ítélték emberiesség elleni bűncselekmények miatt, amelyeket 1992-ben horvátok üldöztetésével és Vajdaságból való kitoloncolásával követtek el, emellett további 4 év 9 hónap halmozott büntetést kapott a bíróság megsértése miatt.

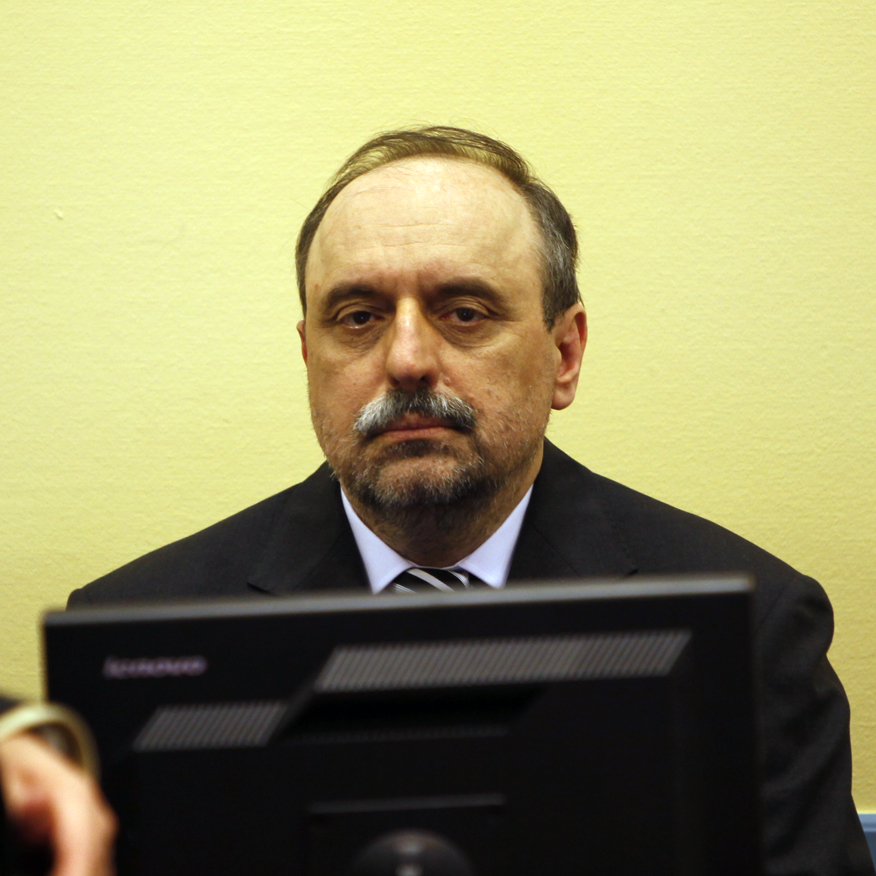
Goran Hadžić

A vöröskereszttel megjelölt kórházakban és menedékházakban számos horvát civil került a szerb erők célpontjába. Számos jól dokumentált háborús bűnt követtek el civilek és hadifoglyok ellen, amelyeket szerb és jugoszláv erők követtek el Horvátországban, mint a dályai mészárlás, a hosszúlovászi mészárlás, a široka kula-i mészárlás, a baćini mészárlás, a saborskói mészárlás, a škabrnjai mészárlás, az atyinai mészárlás és a zágrábi rakétatámadások.
Számos fogolytábor volt, ahol horvát hadifoglyokat és civileket tartottak fogva, köztük a szávaszentdemeteri tábor, a stajićevói tábor és a szerbiai begejci tábor, valamint a montenegrói morinji tábor. Később a börtönbántalmazások áldozatainak megsegítésére megalapították a Szerbiai Koncentrációs Táborokban Fogvatartott Horvátok Szövetségét. A horvát hadsereg is hozott létre fogolytáborokat, mint például a spliti Lora fogolytábor.
A horvát háborús bűnök közé tartozott a gospići mészárlás, az 1991-es és 1992-es sziszeki gyilkosságok és mások, amelyek ellen szintén horvát bíróságok vagy az ICTY emeltek vádat. A háborús bűncselekmények egy másik hírhedt példája, a később „Pakračka Poljana”-ügyként ismertté vált háborús bűncselekmény, amelyet a Tomislav Merčep parancsnoksága alatt álló tartalékos rendőregység követett el, és 1991 végén és 1992 elején, mely foglyok, főként szerb nemzetiségűek meggyilkolását jelentette Pakrác közelében. Az eseményeket kezdetben az ICTY vizsgálta, de az ügy végül a horvát igazságszolgáltatáshoz került. Több mint egy évtizeddel később ennek az egységnek öt tagját, bár nem a parancsnokát, vád alá helyezték ezekkel az eseményekkel kapcsolatos vádakkal, és elítélték őket. Merčepet 2010 decemberében tartóztatták le ezekért a bűncselekményekért. 2009-ben Branimir Glavašt, akkori horvát parlamenti képviselőt 1991-ben Eszéken elkövetett háborús bűnökért a horvát bíróság ítélte börtönbüntetésre.

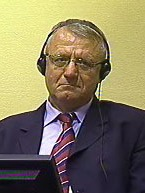
Vojislav Šešelj

Az ICTY Janko Bobetko, Rahim Ademi és Mirko Norac horvát tisztek ellen emelt vádat a Medaki zseb hadművelet során elkövetett bűncselekmények miatt, de ezt az ügyet is áttették a horvát bíróságokhoz. Noracot bűnösnek találták, és 7 év börtönbüntetésre ítélték; Ademit felmentették. Bobetkót rossz egészségi állapota miatt alkalmatlannak nyilvánították a tárgyalásra. Az ICTY Ante Gotovina tábornok elleni vádirata legalább 150 szerb civilre hivatkozik, akik a Vihar hadművelet utóhatásaiban haltak meg. A Horvát Helsinki Bizottság 677, a hadművelet során elesett szerb civilt tartott nyilván. Louise Arbour, az ICTY ügyésze kijelentette, hogy nem magának a hadműveletnek a törvényessége és legitimitása a kérdés, hanem az ICTY köteles kivizsgálni, hogy az akció során elkövettek-e bűncselekményt. Az eljáró kamara megismételte, hogy a Vihar hadművelet jogszerűsége „irreleváns” a szóban forgó ügy szempontjából, mivel az ICTY feladata a háborús bűnök feldolgozása. 2011-ben Gotovinát 24, Markačot 18 év börtönbüntetésre ítélték. 2012-ben ítéletüket hatályon kívül helyezték, és mindkettőjüket azonnal szabadlábra helyezték. Čermakot minden vád alól felmentették.[47] A Vihar hadművelet alatt vagy azt követően a szerbek, különösen az idősek ellen elkövetett háborús bűnök közé tartozik a Golubić-gyilkosság, a grubori-mészárlás és a varivodei mészárlás.
Az elsőfokú ítéletben az eljáró tanács megállapította, hogy „a horvát politikai és katonai vezetés egyes tagjai felelősek abban a közös céljukban, hogy a szerb polgári lakosságot erőszakkal vagy erőszakkal fenyegetőzve véglegesen kiűzik Krajinából”, ami Franjo Tuđman horvát elnök, Gojko Šušak védelmi miniszter volt és Tuđman közeli munkatársa, valamint Zvonimir Červenko, a horvát hadsereg vezérkari főnöke elleni vád megfogalmazása volt. Ennek ellenére a másodfokú ítéletben a fellebbviteli tanács elvetette a bűnszövetség fogalmát. Az ítélet azt jelentette, hogy az ICTY egyetlen horvátot sem ítélt el a horvát függetlenségi háborúban játszott szerepük miatt.

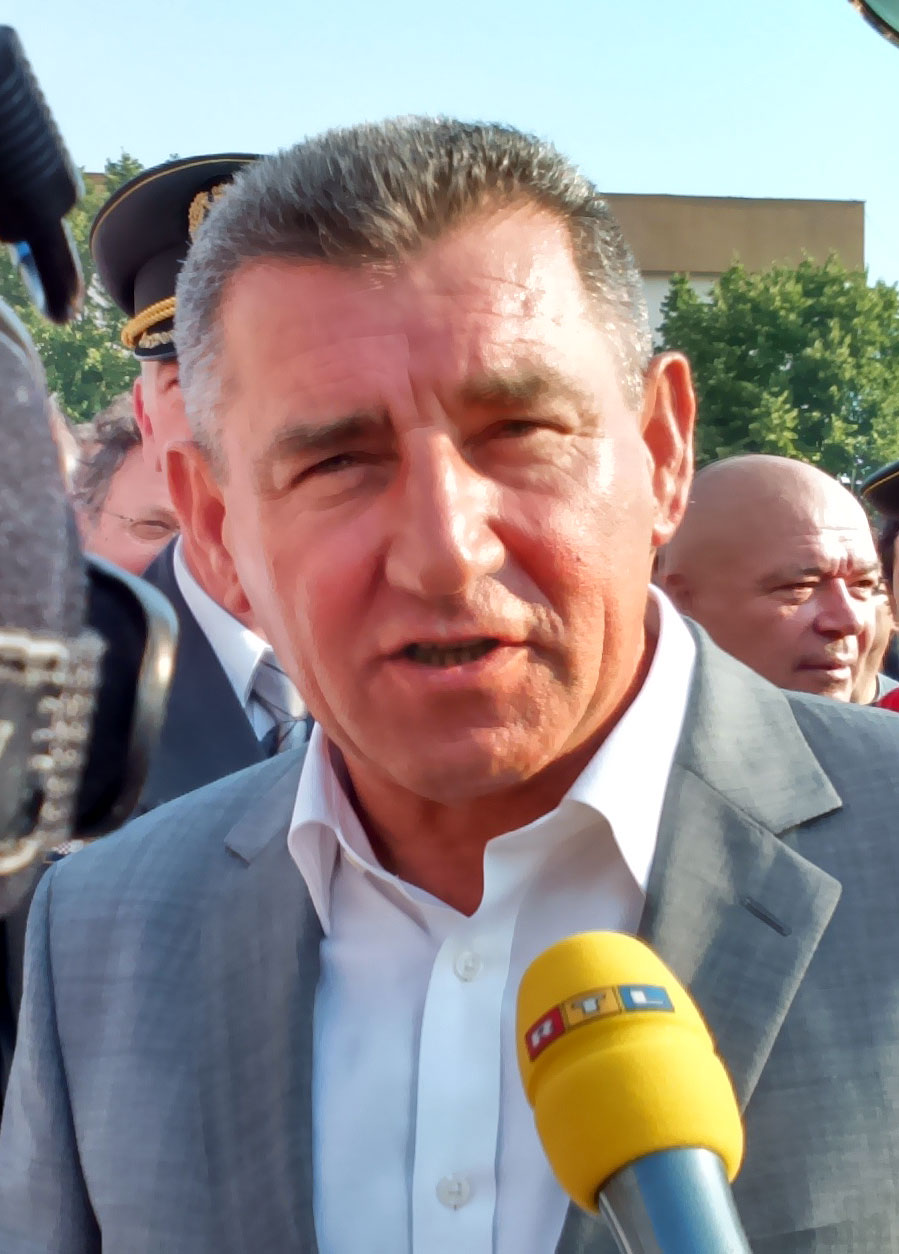
Ante Gotovina

2013-ban Jovica Stanišić volt szerb állambiztonsági főnököt és Franko Simatović helyettest felmentették az emberiesség elleni és háborús bűnök vádja alól, de a tiltakozás és az ügyészség 2015-ös fellebbezése után jogi hibák miatt új eljárást rendeltek el. The new trial began in 2017. Az új tárgyalás 2017-ben kezdődött. Az ENSZ Nemzetközi Büntetőtörvényszéki Mechanizmusa (MICT) 2021. június 30-án elsőfokú ítéletében mindkettőjüket bűnösnek találta a Boszniában, Bosanski Šamacban elkövetett bűncselekményekért, és 12 év börtönbüntetésre ítélte őket, de felmentette őket a tervezés, az elrendelés, ill. a szerb egységek által Horvátországban elkövetett bűncselekményekben való közreműködés vádja alól. Egy Milošević és más szerb politikai, katonai és rendőri tisztviselők részvételével zajló közös bűnügyi vállalkozás részeként indítottak eljárást ellenük. A bíróság megállapította, hogy „legalább 1991 augusztusától létezett egy közös bűnözői vállalkozás”, amelynek célja az volt, hogy „erőszakosan és véglegesen távolítsák el Horvátország és Bosznia-Hercegovina nagy területeiről a horvátokat, a boszniai muszlimokat és a boszniai horvátokat.” A vállalkozásban érintettek között szerepelt a szerbiai, a krajnai, a kelet-szlavóniai, a baranyai és a nyugat-szerémségi autonóm területek, valamint a Boszniai Szerb Köztársaság magas rangú politikai, katonai és rendőri vezetése, bár a bíróság megállapította, hogy az ügyészség nem bizonyította Stanišić és Simatović részvételét a vállalkozásban.

## Szerbia szerepe

### A háború alatt

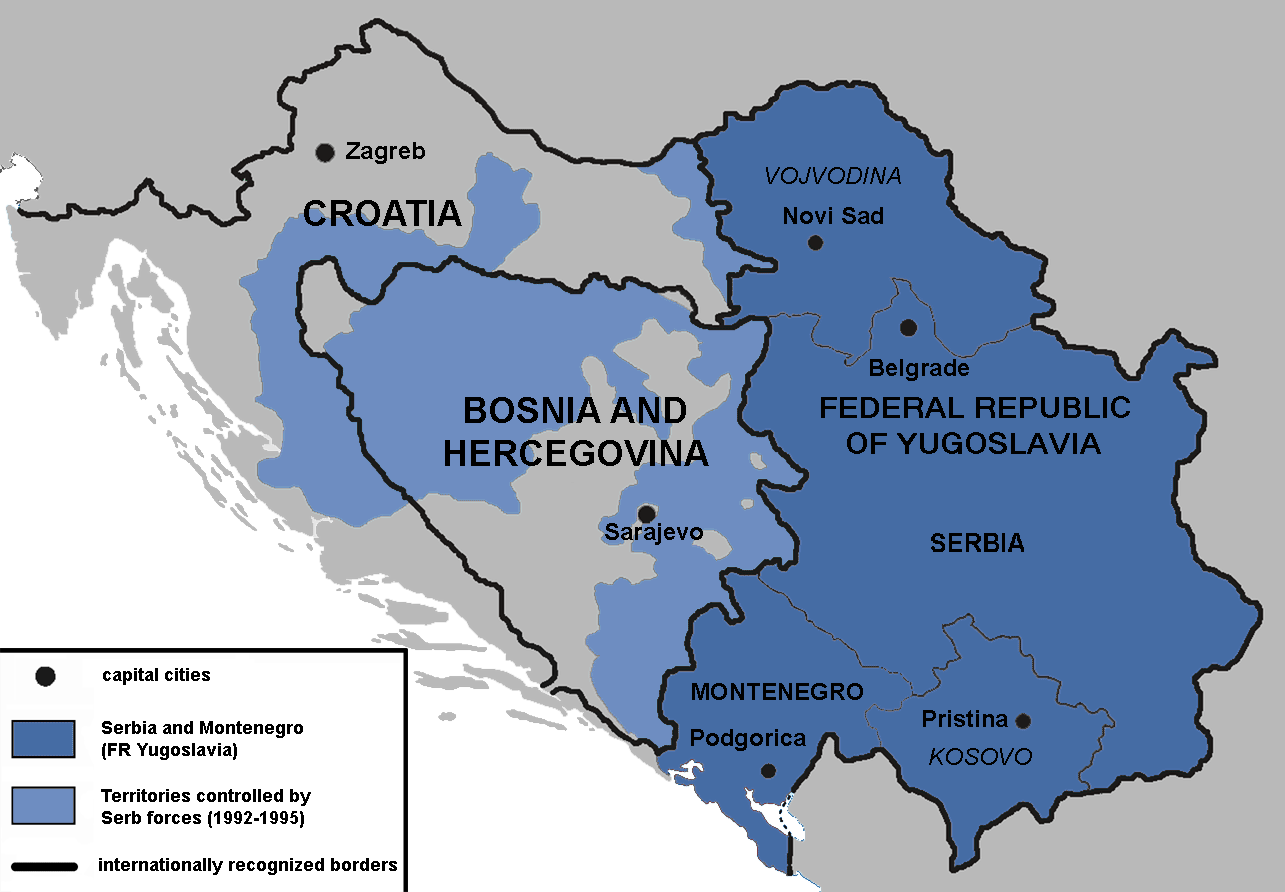
A szerb erők által ellenőrzött területek a délszláv háború idején. A szerbek úgy gondolták, hogy ezeknek a területeknek Nagy-Szerbiához kell tartozniuk, amely egyesítené a volt Jugoszláviában élő összes szerbet.

Szerbia és Horvátország soha nem üzent hadat egymásnak, ám Szerbia számos tevékenységgel közvetlenül és közvetve részt vett a háborúban. Elsődleges szerepvállalása a JNA anyagi támogatásában volt. Miután a különböző köztársaságok függetlenedtek a Jugoszláv Szocialista Szövetségi Köztársaságtól, Szerbia biztosította a JNA létszámának és a finanszírozásának nagy részét, amelyet a jugoszláv elnökség és a szövetségi védelmi minisztérium szerb irányítása révén a háborús erőfeszítésekre fordítottak. Szerbia aktívan támogatta a Horvátországban harcoló szerbiai önkéntes félkatonai egységeket is. Noha tényleges harcok sem szerbiai, sem montenegrói földön nem zajlottak, a szerbiai és montenegrói fogolytáborok fenntartásán keresztül, amelyek számos háborús bűn elkövetésének helyszínévé váltak, mindkettejük részvétele nyilvánvaló volt.
Milošević pere az ICTY előtt számos titkosított dokumentumot tárt fel Belgrádnak a horvátországi és boszniai háborúkban való részvételéről. A tárgyaláson bemutatott bizonyítékok pontosan megmutatták, hogyan finanszírozta Szerbia és a Jugoszláv Szövetségi Köztársaság a háborút, hogy fegyvereket és anyagi támogatást nyújtottak a boszniai és horvát szerbeknek, valamint bemutatták a boszniai szerb és horvát szerb hadsereg támogatására kialakított adminisztratív és személyzeti struktúrákat. Megállapították, hogy 1993-ban Belgrád a szövetségi kormányon keresztül finanszírozta a krajnai költségvetés több mint 90 százalékát; hogy a Legfelsőbb Védelmi Tanács úgy döntött, hogy eltitkolja a nyilvánosság elől a Boszniai Szerb Köztársaságnak és Krajinának nyújtott segélyeket; hogy a Krajinai Nemzeti Bank a Jugoszláv Nemzeti Bank fióktelepeként működött; és hogy 1994 márciusára Jugoszlávia, Krajina és a Boszniai Szerb Köztársaság egységes valutát használt. Számos dokumentum igazolta, hogy a Krajina Állami Számviteli Szolgálat fiókjai 1991 májusában beépültek Szerbia számviteli rendszerébe, és Krajina és a Boszniai Szerb Köztársaság finanszírozása hiperinflációt okozott Jugoszláviában. A per során kiderült, hogy a JNA, a szerb belügyminisztérium és más szervezetek (beleértve a szerb polgári csoportokat és a rendőrséget) mielőtt a konfliktus eszkalálódott, szerb civileket és helyi területvédelmi csoportokat fegyvereztek fel az RSK-ban.
1993-ban az Egyesült Államok külügyminisztériuma arról számolt be, hogy közvetlenül a Maslenica és a Medaki zseb hadműveletek után a szerb hatóságok jelentős számú „önkéntest” küldtek a horvátországi szerbek által birtokolt területekre harcolni. A szerb félkatonai vezető, Željko Ražnatović volt titkára Hágában tett vallomásában megerősítette, hogy Ražnatović közvetlenül a Milošević által vezetett titkosrendőrségtől vette át az utasításokat és fizetését. Ez a nagyfokú ellenőrzés tükröződött a horvát hatóságok és az RSK között különböző időpontokban folytatott tárgyalásokon, akik rendszeresen konzultáltak a Milošević vezette szerb vezetéssel, amely gyakran hozott döntéseket az RSK nevében. A háborút lezáró erdődi megállapodást Milošević utasítására írta alá az RSK minisztere. A Jugoszlávia, majd később az RSK feletti szerb ellenőrzés mértékét az ICTY előtti Milošević-per tanúvallomásai is bizonyították.
Szerbia állami médiáját állítólag a konfliktus szítására és a helyzet további szítására használták fel, valamint hamis információkat sugároztak a háborúról és a szerb gazdaság helyzetéről. A Slobodan Milošević hatalomra jutását követő nacionalizmus és politikai feszültségek, valamint a délszláv háborúk kirobbanása után számos háborúellenes mozgalom alakult ki Szerbiában. A belgrádi háborúellenes tüntetéseket leginkább a vukovári csata és a dubrovniki ostrom elleni tiltakozásul tartották, és a tüntetők népszavazást követeltek a háborúról, illetve a sorozások leállításáról. Becslések szerint a Milošević által irányított Jugoszláv Néphadseregből a háborúk során 50 000 és 200 000 ember dezertált, míg Szerbiából 100 000 és 150 000 között vándoroltak ki olyanok, akik megtagadták a háborúban való részvételt. Renaud De la Brosse professzor, a Reimsi Egyetem adjunktusa és az ICTY által behívott tanú szerint meglepő, hogy az alternatív hírekhez való hozzáférés hiányában milyen nagy volt a szerbek körében az ellenállás Milošević propagandájával szemben. 1991 decemberének végén, alig több mint egy hónappal a vukovári győzelem bejelentése után, a közvéleménykutatások azt mutatták, hogy a szerbek 64%-a azonnal véget akart vetni a háborúnak, és csak 27%-uk volt hajlandó a háború folytatására.

### A háború utáni kapcsolatok
A fegyveres konfliktust lezáró erdődi megállapodás 1995-ös sikeres végrehajtása után Horvátország és Szerbia viszonya fokozatosan javult, és a két ország az 1996. augusztus eleji megállapodást követően diplomáciai kapcsolatokat létesített.

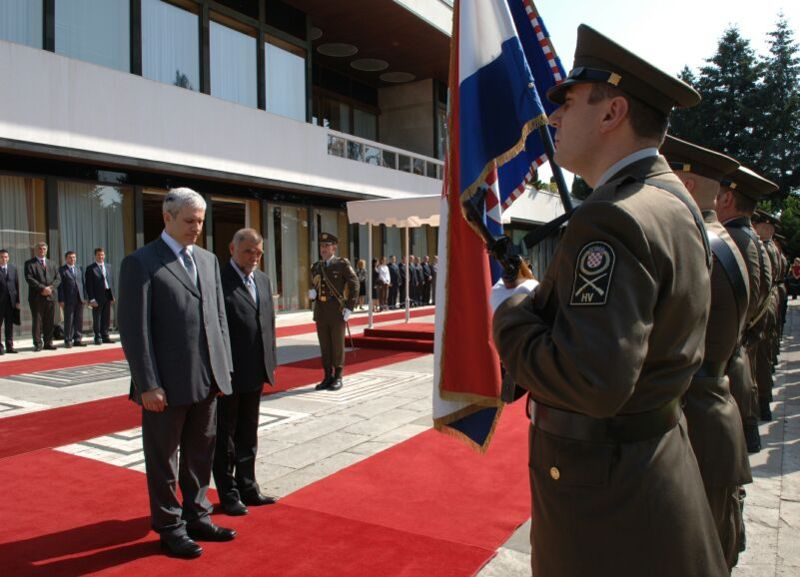
Boris Tadić szerb elnök 2007-es zágrábi látogatásán Stipe Mesić horvát elnökkel.

A Nemzetközi Bíróság előtt folyó ügyben Horvátország a népirtás megelőzéséről és büntetéséről szóló egyezmény IX. cikkére hivatkozva 1999. július 2-án keresetet nyújtott be a Jugoszláv Szövetségi Köztársaság ellen. Jugoszlávia Szerbia és Montenegróvá történő átalakulásával és az ország 2006-os felbomlásával Szerbiát tekintették a Jugoszláv Szövetségi Köztársaság jogutódjának. A kérelmet Horvátország nevében egy amerikai ügyvéd, David B. Rivkin nyújtotta be. A horvát lépést Szerbia a 2010. január 4-én megindított Horvát Köztársaság elleni népirtási perrel viszonozta. A vádirat kiterjedt az eltűnt és a megölt emberekre, a menekültekre, a kiutasított személyekre, valamint minden katonai akcióra, koncentrációs táborra és népirtásra, melyeket a történelmi beszámolók szerint a Független Horvát Állam a második világháború alatt elkövetett.
2003-ban Stjepan Mesić volt az első horvát államfő, aki a horvátországi háború után ellátogatott Belgrádba. Mesić és Szerbia és Montenegró elnöke, Svetozar Marović kölcsönösen bocsánatot kértek a háború horvát és szerb áldozataitól. A fennmaradó menekültügyi kérdések megoldásáról szóló megállapodás, valamint Ivo Josipović horvát elnök belgrádi, valamint Boris Tadić szerb elnök zágrábi és vukovári látogatása révén 2010-ig Horvátország és Szerbia tovább javította kapcsolatait. Vukovárban tartott találkozójukon Tadić elnök nyilatkozatot adott, amelyben „bocsánatkérését és sajnálatát” fejezte ki, Josipović elnök pedig azt mondta, „az akkoriban elkövetett bűncselekmények nem maradnának büntetlenül". A kijelentések az Ovčara emlékközpontban, a vukovári mészárlás helyszínén tett közös látogatás során hangzottak el.

## A nemzetközi közösség szerepe
A háború akkor tört ki, amikor az olajárak meredek emelkedésével és a világgazdaság növekedésének lelassulásával együtt az Egyesült Államok és a világ figyelme Irakra, illetve az 1991-es Öbölháborúra irányult.
1991. december 19. és 23. között számos európai ország, kezdve Németországgal és a Vatikánnal, majd Svédországgal és Olaszországgal jelentette be Horvátország és Szlovénia függetlenségének elismerését. Az Európai Unió egésze 1992. január 15-én ismerte el a két köztársaság függetlenségét.
A nagy külföldi kormányok mindegyike eltérően járt el:
- Németország – 1991-ig Németország támogatta a „status quo”-t.[414] Gerhard Almer diplomata szerint a jugoszláv állam felbomlását „rossz precedensnek tartották a Szovjetunió felbomlására vonatkozóan”, ami félelmet váltott ki, hogy erőszakot alkalmazhatnak a Szovjetuniótól való függetlenség kikiáltására készülő nemzetek ellen is.[408] A háború alatt ez a politika megváltozott, amikor Helmut Kohl bejelentette, hogy Németország független országként ismeri el Szlovéniát és Horvátországot.
- Egyesült Királyság – John Major kormánya a semlegességet részesítette előnyben.
- Amerikai Egyesült Államok – Az Egyesült Államok George H. W. Bush vezetésével eleinte inkább a be nem avatkozást részesítette előnyben[409] akárcsak az Egyesült Királyság. Ezzel szemben 1993-tól a Bill Clinton vezette adminisztráció inkább a volt Jugoszlávia konfliktusainak megszüntetése érdekében lépett fel. Cyrus Vance támogatta „Jugoszlávia integritását”.[410]
- Oroszország – A Borisz Jelcin vezette orosz kormány inkább ellenezte Horvátország elismerését, bár Oroszország 1992. február 17-én hivatalosan elismerte Horvátországot, míg az Egyesült Államok ugyanezt csak 1992. április 7-én tette meg.[411]

### Könyvek
- Armatta, Judith. Twilight of Impunity: The War Crimes Trial of Slobodan Milosevic. Durham, North Carolina: Duke University Press (2010). ISBN 978-0-8223-4746-0
- The War in Croatia, 1991–1995, Confronting the Yugoslav Controversies: a Scholars' Initiative (PDF), Purdue University Press (2009). ISBN 978-1-55753-533-7
- Blaskovich, Jerry. Anatomy of Deceit: An American Physician's First-Hand Encounter with the Realities of the War in Croatia. New York City: Dunhill Publishing (1997). ISBN 0-935016-24-4
- Playing the "Communal Card": Communal Violence and Human Rights. New York City: Human Rights Watch (1995). ISBN 978-1-56432-152-7
- Bucknam, Mark. Responsibility of Command. Maxwell Air Force Base: Air University Press (2003). ISBN 1-58566-115-5. OCLC 52199670
- The War in Bosnia-Herzegovina: Ethnic Conflict and International Intervention. New York City: M.E. Sharpe (2000). ISBN 1-56324-309-1
- Djokić, Dejan. Yugoslavism: Histories of a Failed Idea, 1918–1992. C. Hurst & Co. Publishers (2003). ISBN 978-1-85065-663-0
- Dominelli, Lena. Revitalising Communities in a Globalising World. Hampshire: Ashgate Publishing (2007). ISBN 978-0-7546-4498-9
- Milosevic: Portrait of a Tyrant. Simon & Schuster (1999). ISBN 0-684-84308-0
- Fink, George. Stress of War, Conflict and Disaster. Academic Press (2010). ISBN 9780123813824
- Finlan, Alastair. The Collapse of Yugoslavia, 1991–1999. Oxford: Osprey Publishing (2004). ISBN 1-84176-805-7
- Frucht, Richard C.. Eastern Europe: An Introduction to the People, Lands, and Culture. Santa Barbara, California: ABC-CLIO (2005). ISBN 1-57607-800-0
- Political Change in Post-Communist Slovakia and Croatia: From Nationalist to Europeanist. Springer (2006. március 19.). ISBN 978-0-23060-088-1
- Glaurdić, Josip. The Hour of Europe: Western Powers and the Breakup of Yugoslavia. Yale University Press (2011). ISBN 978-0-300-16645-3
- Goldstein, Ivo. Croatia: A History. London: C. Hurst & Co. Publishers (1999). ISBN 1-85065-525-1
- Hanson, Alan. Croatian Independence from Yugoslavia, 1991–1992, Words Over War, Mediation and Arbitration to Prevent Deadly Conflict [archivált változat]. Rowman & Littlefield (2000). ISBN 0-8476-9892-0. Hozzáférés ideje: 2023. január 8. [archiválás ideje: 2006. július 20.]
- Horton, Richard C.. Second Opinion: Doctors, Diseases and Decisions in Modern Medicine. London: Granta Books (2003). ISBN 978-1-86207-587-0
- Jović, Dejan. Yugoslavia: A State that Withered Away. Purdue University Press (2009). ISBN 978-1-55753-495-8
- Kadijević, Veljko. Moje viđenje raspada: vojska bez države (szerb nyelven). Belgrade: Politika (1993). ISBN 86-7607-047-4
- Kavez: Krajina u dogovorenom ratu (szerb nyelven). Belgrade: Srpski demokratski forum (2003). ISBN 86-83759-04-0
- Mann, Michael. The Dark Side of Democracy: Explaining Ethnic Cleansing. Cambridge University Press (2005). ISBN 0-521-53854-8
- Mesić, Stjepan. The Demise of Yugoslavia: A Political Memoir. Central European University Press (2004). ISBN 963-9241-81-4
- Meštrović, Stjepan Gabriel. Genocide After Emotion: The Postemotional Balkan War. Routledge (1996). ISBN 0-415-12294-5
- Notholt, Stuart. Fields of Fire : An atlas of ethnic conflict. London: Troubador Publishing Ltd (2008). ISBN 978-1-906510-47-3
- Phuong, Catherine. The International Protection of Internally Displaced Persons. Cambridge University Press (2005). ISBN 9781139442268
- Ramet, Sabrina P.. The Three Yugoslavias: State-Building and Legitimation, 1918–2005. Bloomington, Indiana: Indiana University Press (2006). ISBN 0-253-34656-8
- Republika Hrvatska i Domovinski rat 1990. – 1995. – Dokumenti, Knjiga 1. [archivált változat]. Zagreb, Croatia: Hrvatski memorijalno-dokumentacijski centar Domovinskog rata (2007). ISBN 978-953-7439-03-3. Hozzáférés ideje: 2023. január 8. [archiválás ideje: 2016. november 26.]
- Schaller, Jane Green. Protection of Children and their Health During Times of War, Monitoring Children's Rights. The Hague: Martinus Nijhoff Publishers (1996). ISBN 9789041101617
- Sekulić, Milisav. Knin je pao u Beogradu (szerb nyelven). Nidda Verlag. UDK: 3 355.45(497.5-074)"1991/1995" (2000)
- The Death of Yugoslavia. Penguin Books (1996). ISBN 0-14-026168-0
- Yugoslavia: Death of a Nation. London: Penguin Books (1997). ISBN 0-14-026263-6
- Tanner, Marcus. Croatia: A Nation Forged in War. New Haven, Connecticut: Yale University Press (2010). ISBN 978-0-300-16394-0
- Thomas, Nigel. The Yugoslav Wars: Slovenia & Croatia 1991–95. Oxford: Osprey Publishing (2006). ISBN 1-84176-963-0
- Vrcelj, Marko. Rat za Srpsku Krajinu: 1991–1995 (szerb nyelven). Belgrade: Srpsko kulturno društvo "Zora" (2002). ISBN 978-86-83809-06-6
- Wertheim, Eric. Naval Institute Guide to Combat Fleets of the World: Their Ships, Aircraft, and Systems. Naval Institute Press (2007). ISBN 978-1-59114-955-2
- Western European Union. Proceedings—Assembly of Western European Union: Actes officiels—Assemblée de l'Union de l'europe. University of Virginia (1986)
- Zanotti, Laura. Governing Disorder: UN Peace Operations, International Security, and Democratization in the Post-Cold War Era. Penn State Press (2011). ISBN 978-0-271-03761-5
- Powers, Roger S. Protest, Power, and Change: An Encyclopedia of Nonviolent Action from ACT-UP to Women's Suffrage. Routledge (1997). ISBN 9781136764820
- Burn This House: The Making and Unmaking of Yugoslavia. Durham, North Carolina: Duke University Press (2000). ISBN 9781136764820
- Cigar, Norman. The Serbo-Croatian War, 1991, Genocide After Emotion: The Post-Emotional Balkan War. London: Routledge (1996). ISBN 978-0-415-12293-1

### Szakcikkek
- Marijan, Davor (2012. május 1.). „The Sarajevo Ceasefire – Realism or strategic error by the Croatian leadership?”. Review of Croatian History 7 (1), 103–123. o, Kiadó: Croatian Institute of History. ISSN 1845-4380.
- Ružić, Slaven (2011. december 1.). „Razvoj hrvatsko-srpskih odnosa na prostoru Benkovca, Obrovca i Zadra u predvečerje rata (ožujak - kolovoz 1991. godine)” (horvát nyelven). Journal - Institute of Croatian History 43 (1), 399–425. o, Kiadó: Institute of Croatian History, Faculty of Philosophy Zagreb. ISSN 0353-295X.

### Tudósítások
- Borger, Julian. „The hunt for the former Yugoslavia's war criminals: mission accomplished”, guardian.co.uk , 2011. augusztus 3.. [2012. július 18-i dátummal az eredetiből archiválva] (Hozzáférés: 2023. január 8.)
- Cowell, Alan. „Croatians Under Fierce Assault; Pleas for Real Truce Are Ignored”, The New York Times , 1991. szeptember 22.
- Marijan, Davor (2012. november 1.). „Zamisao i propast napadne operacije Jugoslavenske narodne armije na Hrvatsku u rujnu 1991. godine” (horvát nyelven). Journal of Contemporary History 44 (2), 251–275. o, Kiadó: Croatian Institute of History. ISSN 0590-9597.
- Raguž, Jakša. „Proboj iz Hrvatske Kostajnice”, Večernji list , 2014. február 13. (horvát nyelvű)
- Tagliabue, John. „Serbian Rebels Harden Control of Croatia Coast”, The New York Times , 1991. szeptember 14.

### Egyéb források
- The Prosecutor vs. Milan Babić - Judgement. International Criminal Tribunal for the former Yugoslavia, 2009. június 26. (Hozzáférés: 2010. szeptember 11.)
- Eastern Europe and the Commonwealth of Independent States. Routledge (1999). ISBN 978-1-85743-058-5
- World of Information. Europe Review. Kogan Page (2003). ISBN 0-7494-4067-8
- The Prosecutor vs. Milan Martic - Judgement. International Criminal Tribunal for the former Yugoslavia, 2007. június 12. (Hozzáférés: 2010. augusztus 11.)
- The Prosecutor of the Tribunal against Slobodan Milošević (IT-02-54) - Indictment. International Criminal Tribunal for the former Yugoslavia, 2002. október 22. (Hozzáférés: 2010. október 18.)
- Summary of the Judgement in the Case of Prosecutor v. Momčilo Perišić. International Criminal Tribunal for the former Yugoslavia, 2011. szeptember 6. (Hozzáférés: 2011. szeptember 7.)
- Pešić, Vesna (1996. április 1.). „Serbian Nationalism and the Origins of the Yugoslav Crisis”. Peaceworks (8), Kiadó: United States Institute for Peace. (Hozzáférés: 2012. november 29.)
- (2010. szeptember 1.) „Prilog "Policija u Domovinskom ratu 1990. - 1991."” (horvát nyelven). Glasilo "Mir, Ugled, Povjerenje" (42), Kiadó: Ministry of Internal Affairs of the Republic of Croatia. ISSN 1846-3444. (Hozzáférés: 2011. szeptember 30.)
- Application of the Convention on the Prevention and Punishment of the Crime of Genocide (Croatia v. Serbia). [2016. december 13-i dátummal az eredetiből archiválva].
- (2015) „Animosities in Yugoslavia before its demise: Revelations of an opinion poll survey”. Ethnicities 16 (6), 819–841. o. DOI:10.1177/1468796815576059.
- (2010) „'It was like fighting a war with our own people': anti-war activism in Serbia during the 1990s”. The Journal of Nationalism and Ethnicity 39 (4), 507–522. o. DOI:10.1080/00905992.2011.579953.
- Ablak a Világra Atlasz
- Weiszhár Attila – Weiszhár Balázs: Háború lexikona (Atheneaum Kiadó, 2004)

## Fordítás
Ez a szócikk részben vagy egészben  a   Croatian War of Independence című angol Wikipédia-szócikk ezen változatának fordításán alapul.  Az eredeti cikk szerkesztőit annak laptörténete sorolja fel. Ez a jelzés csupán a megfogalmazás eredetét és a szerzői jogokat jelzi, nem szolgál a cikkben szereplő információk forrásmegjelöléseként.